# Fontenay-Torcy
Pour les articles homonymes, voir Fontenay et Torcy.
Fontenay-Torcy est une commune française située dans le département de l'Oise en région Hauts-de-France.

## Géographie

### Description
Fontenay-Torcy est un village rural de la haute-vallée du Thérain dans l'Oise, proche du Pays de Bray. Il est desservi par la RD 233 qui relie Gaillefontaine à Troissereux vers Beauvais.
Fontenay-Torcy est situé à 10 km au nord de  Gournay-en-Bray, 30 km au nord-ouest de Beauvais, 52 km au sud-ouest d'Amiens et 50 km à l'est de Rouen.

### Communes limitrophes
| Villers-Vermont | Héricourt-sur-Thérain | Ernemont-Boutavent |
|                 | Fontenay-Torcy        |                    |
| Bazancourt      |                       | Sully              |

### Hydrographie

#### Réseau hydrographique
La commune est située dans le bassin Seine-Normandie. Elle est drainée par le Thérain, le cours d'eau 01 de la commune de Fontenay-Torcy, le cours d'eau 02 de la commune de Fontenay-Torcy et le ruisseau d'Hardouin,,.
Le Thérain, d'une longueur de 94 km, prend sa source dans la commune de Gaillefontaine et se jette  dans l'Oise à Saint-Leu-d'Esserent, après avoir traversé 43 communes. 

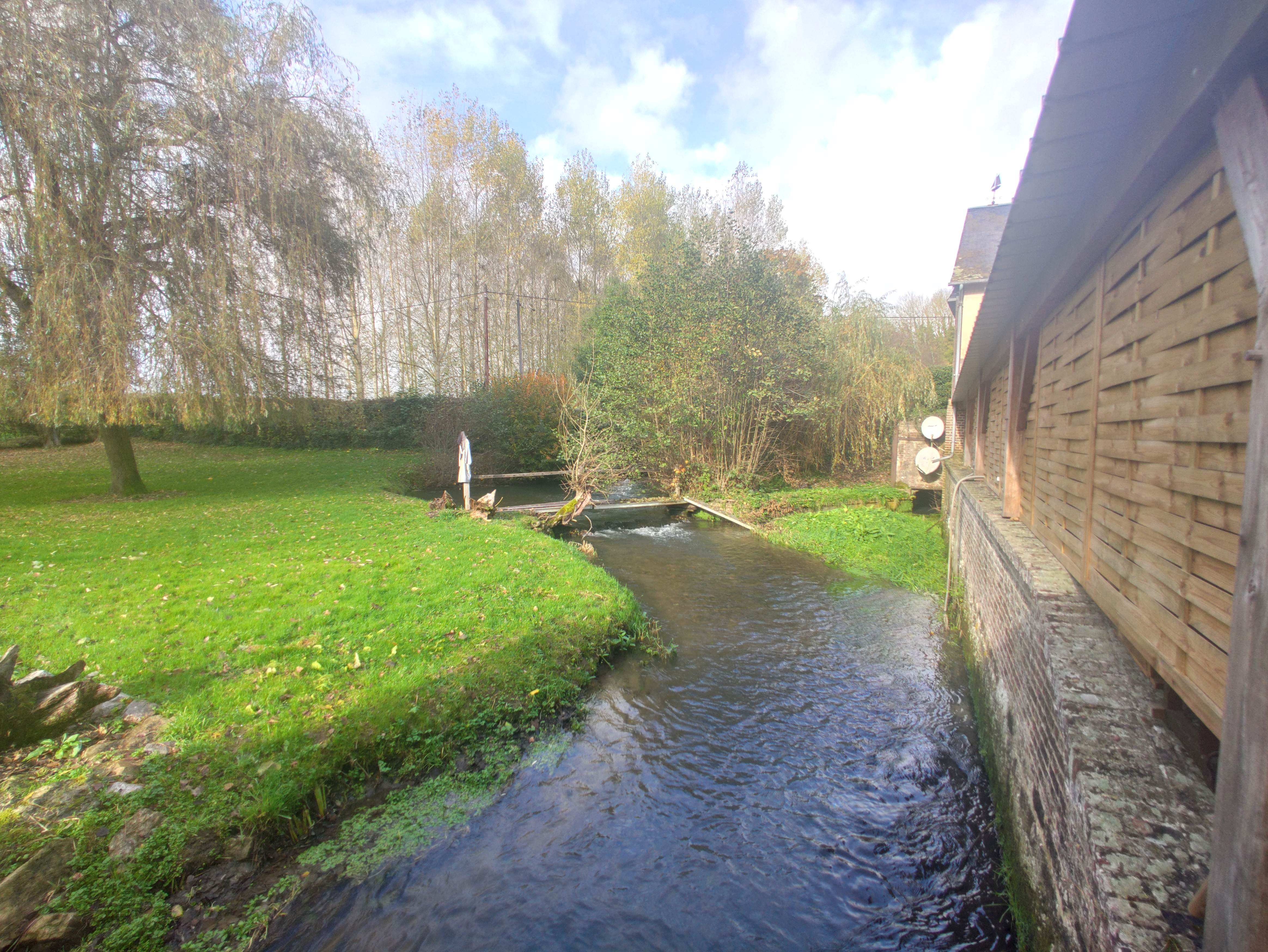
Le bief du Thérain au moulin Cleutin.
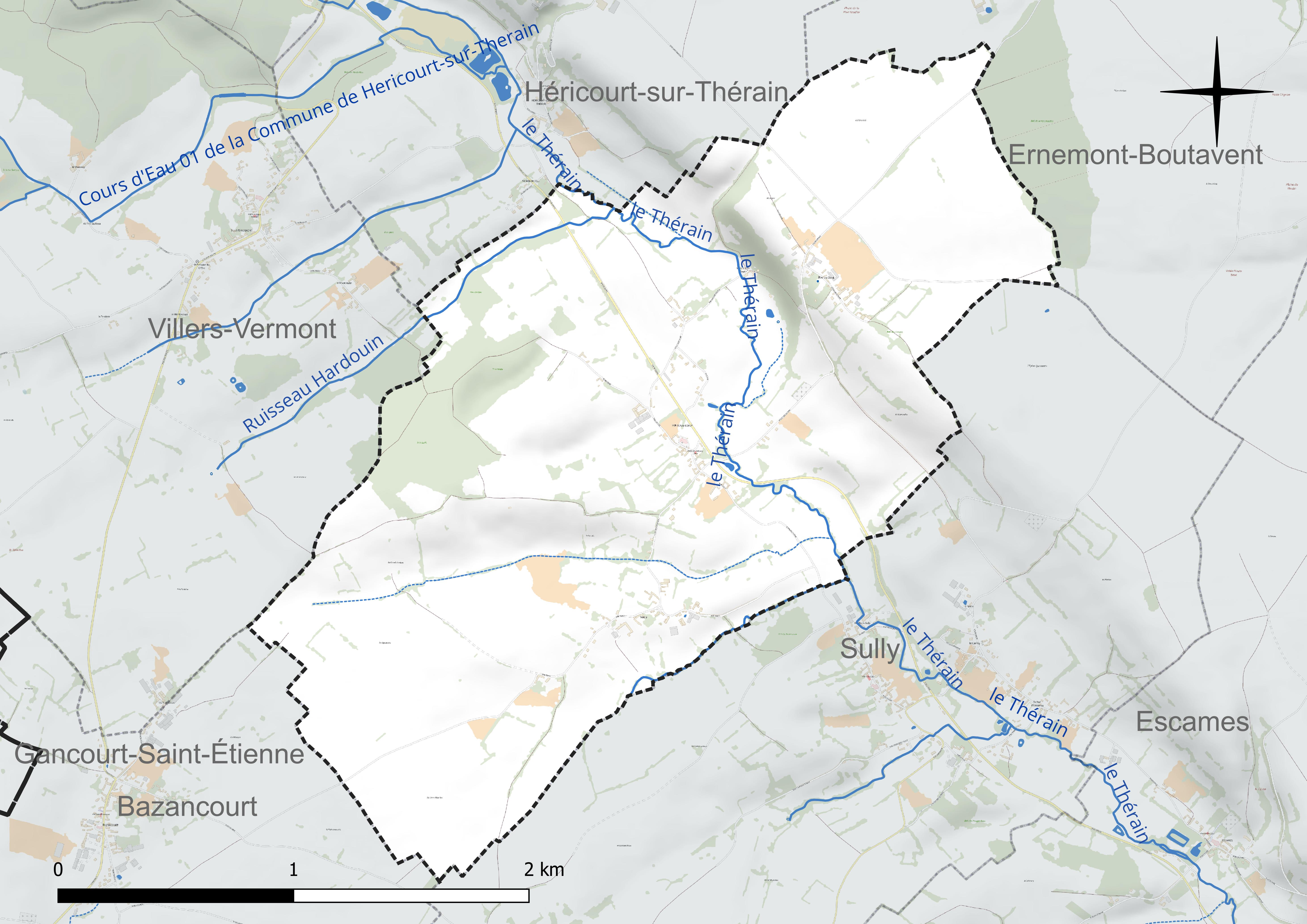
Réseau hydrographique de Fontenay-Torcy.

#### Gestion et qualité des eaux
Le territoire communal est couvert par le schéma d'aménagement et de gestion des eaux (SAGE) « Sensée ». Ce document de planification concerne un territoire de 1 219 km2 de superficie, délimité par le bassin versant du Thérain. Le périmètre a été arrêté le 27 janvier 2023 et le SAGE proprement dit est, en 2024, en cours d'élaboration. La structure porteuse de l'élaboration et de la mise en œuvre est le syndicat intercommunal de la Vallée du Thérain (SIVT). 
La qualité des cours d'eau peut être consultée sur un site dédié géré par les agences de l'eau et l'Agence française pour la biodiversité. 

### Climat
Pour des articles plus généraux, voir Climat des Hauts-de-France et Climat de l'Oise.
En 2010, le climat de la commune est de type climat océanique dégradé des plaines du Centre et du Nord, selon une étude du CNRS s'appuyant sur une série de données couvrant la période 1971-2000. En 2020, Météo-France publie une typologie des climats de la France métropolitaine dans laquelle la commune est exposée à un climat océanique et est dans la région climatique  Côtes de la Manche orientale, caractérisée par un faible ensoleillement (1 550 h/an) ; forte humidité de l'air (plus de 20 h/jour avec humidité relative > 80 % en hiver), vents forts fréquents. 
Pour la période 1971-2000, la température annuelle moyenne est de 10 °C, avec une amplitude thermique annuelle de 14,2 °C. Le cumul annuel moyen de précipitations est de 828 mm, avec 12,5 jours de précipitations en janvier et 8,6 jours en juillet. Pour la période 1991-2020, la température moyenne annuelle observée sur la station météorologique la plus proche, située sur la commune de Saint-Arnoult à 8 km à vol d'oiseau, est de 10,4 °C et le cumul annuel moyen de précipitations est de 797,2 mm,. Pour l'avenir, les paramètres climatiques de la commune estimés pour 2050 selon différents scénarios d'émission de gaz à effet de serre sont consultables sur un site dédié publié par Météo-France en novembre 2022.

## Urbanisme

### Typologie
Au 1er janvier 2024, Fontenay-Torcy est catégorisée commune rurale à habitat très dispersé, selon la nouvelle grille communale de densité à sept niveaux définie par l'Insee en 2022.
Elle est située hors unité urbaine. Par ailleurs la commune fait partie de l'aire d'attraction de Beauvais, dont elle est une commune de la couronne,. Cette aire, qui regroupe 162 communes, est catégorisée dans les aires de 50 000 à moins de 200 000 habitants,.

### Occupation des sols
L'occupation des sols de la commune, telle qu'elle ressort de la base de données européenne d'occupation biophysique des sols Corine Land Cover (CLC), est marquée par l'importance des territoires agricoles (94 % en 2018), une proportion identique à celle de 1990 (94 %). La répartition détaillée en 2018 est la suivante : 
prairies (51,1 %), terres arables (42,9 %), forêts (6 %). L'évolution de l'occupation des sols de la commune et de ses infrastructures peut être observée sur les différentes représentations cartographiques du territoire : la carte de Cassini (XVIIIe siècle), la carte d'état-major (1820-1866) et les cartes ou photos aériennes de l'IGN pour la période actuelle (1950 à aujourd'hui).

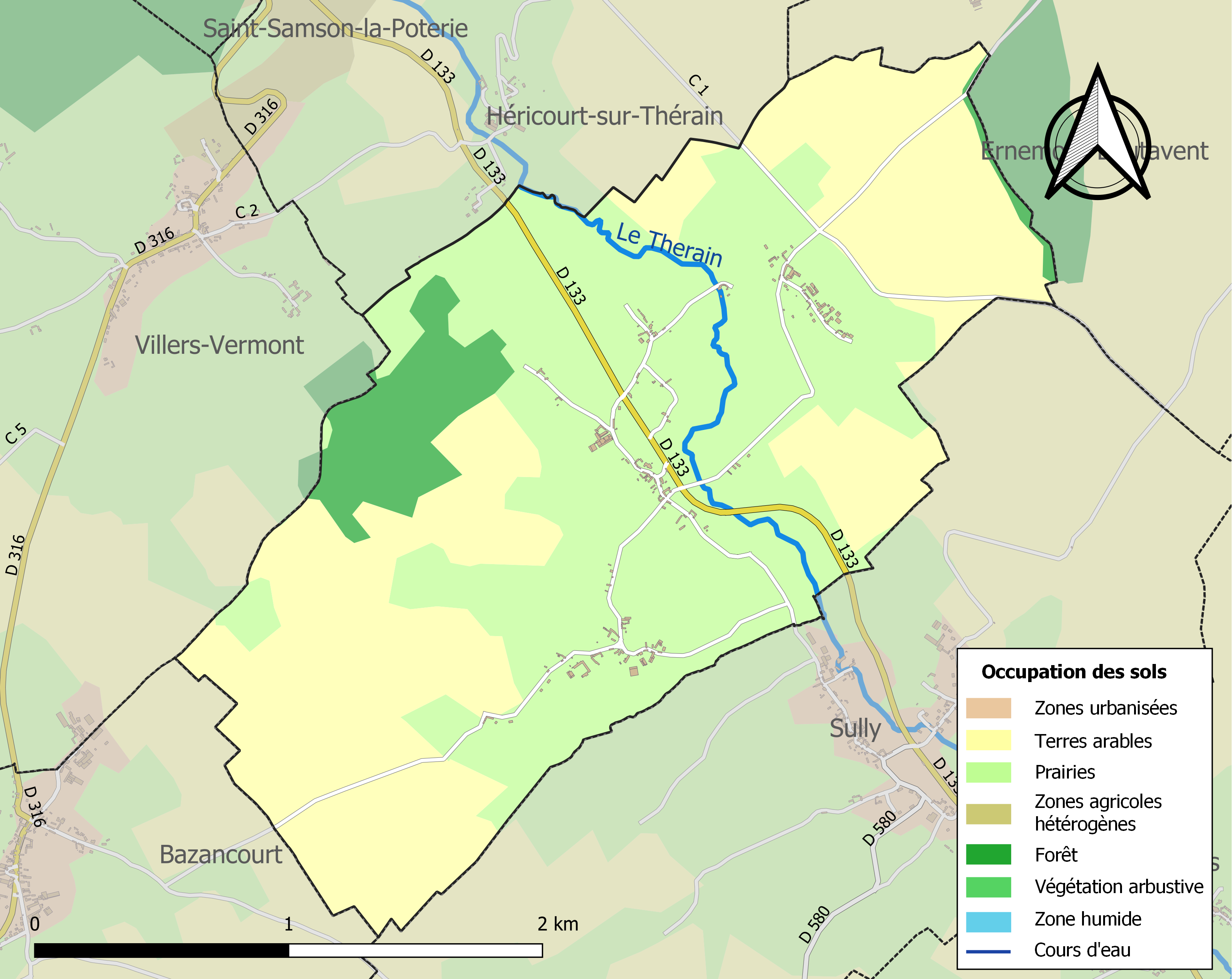
Carte des infrastructures et de l'occupation des sols de la commune en 2018 (CLC).

### Lieux-dits, hameaux et écarts
En 1836, Louis Graves détaillait de la manière suivante les hameaux de la commune : 
- Cleutin, qu'on prononce mal à propos Clentin , est un écart sur la rivière au-dessus du chef-lieu. Il y avait une chapelle à la nomination de l'évêque diocésain ; elle a disparu depuis longtemps.
- Bec-au-vent qu'on a écrit aussi Bécovent , Bécovan , Bécavent, est un hameau de vingt maisons au nord et au-dessus de Fontenay, près de la route de Beauvais à Dieppe.
- Torcy (Torciacus), Torchy, Torcy, autre hameau placé au midi dans le Bray, à une centaine d'habitants[17].

### Habitat et logement
En 2018, le nombre total de logements dans la commune était de 85, alors qu'il était de 81 en 2013 et de 72 en 2008.
Parmi ces logements, 65,2 % étaient des résidences principales, 30,2 % des résidences secondaires et 4,5 % des logements vacants. Ces logements étaient pour 100 % d'entre eux des maisons individuelles et pour 0 % des appartements.
Le tableau ci-dessous présente la typologie des logements à Fontenay-Torcy en 2018 en comparaison avec celle de l'Oise et de la France entière. Une caractéristique marquante du parc de logements est ainsi une proportion de résidences secondaires et logements occasionnels (30,2 %) supérieure à celle du département (2,5 %) et à celle de la France entière (9,7 %). Concernant le statut d'occupation de ces logements, 95,2 % des habitants de la commune sont propriétaires de leur logement (90,2 % en 2013), contre 61,4 % pour l'Oise et 57,5 pour la France entière.
| Typologie                                               | Fontenay-Torcy | Oise | France entière |
| ------------------------------------------------------- | -------------- | ---- | -------------- |
| Résidences principales (en %)                           | 65,2           | 90,4 | 82,1           |
| Résidences secondaires et logements occasionnels (en %) | 30,2           | 2,5  | 9,7            |
| Logements vacants (en %)                                | 4,5            | 7,1  | 8,2            |

### Voies de communication et transports
La commune est desservie, en 2023, par les lignes 612, 6113 et 6123 du réseau interurbain de l'Oise.

## Toponymie
Le nom de la localité est attesté sous les formes Fontanidum (831) ; eccl. de Fontanedo (1147) ; Fontenellas (1157) ; apud Fontenoi (1210) ; Fontenai (1210) ; Fontaneium (1230) ; Fontenoy (1236) ; Fontenaicum (1260) ; Fontenayum (1613) ; Fontenay (1667) ; Fontenay-Torcy (XIXe).

Fontenay désigne généralement un lieu présentant plusieurs sources d'eau (suffixe -ay, -aie désignant la multitude en un lieu, apposé à la racine latine fons / fontanus, « fontaine »).
Torcy est un ancien hameau de la commune attesté sous les formes Torciacus (1147) ; Torchium (1164) ; Torci (1206) ; Torchy (1210) ; Torchi (1226) ; apud Thorchi (1230) ; Torcy (1522) ; Torsy (1545).

## Histoire
Le Moulin Cleutin, est l'un des nombreux moulins à eau implantés le long du Thérain. Datant de 1742 il appartient alors à l'évêché de Beauvais mais est vendu à la Révolution française comme bien national. Il est au début du XIXe siècle la propriété du meunier  Jean Mabillotte, qui le cède à Jean Crignon, après 1835 et conserve sa vocation de moulin à farine. L'opticien Eloi Derogy le rachète et le transforme pour en faire un atelier de polissage de verres optiques utilisant la force hydraulique de la rivière, dont la vallée était occupée par de nombreux lunetiers. En 1940, à la suite de l'industrialisation du travail du verre optique, le moulin retrouve sa finalité de production de farine, et est équipé de machines dont la plupart sont encore en place. Le dernier meunier est M. Toussaint, et le site est racheté en 1999 à son fils par le propriétaire actuel, M. Bouteleux, le maire du village depuis 2008. Avec quelques passionnés, il crée l'association « Les amis du moulin de Cleutin » qui préserve le site et y organise des animations.
La commune est  desservie de 1894 à 1935 par la ligne de Milly-sur-Thérain à Formerie, une ligne de chemin de fer secondaire du réseau à voie métrique  des chemins de fer départementaux de l'Oise. Elle était exploitée par la compagnie des Chemins de fer de Milly à Formerie et de Noyon à Guiscard et à Lassigny puis par la compagnie générale de voies ferrées d'intérêt local.

La ligne Milly-Formerie
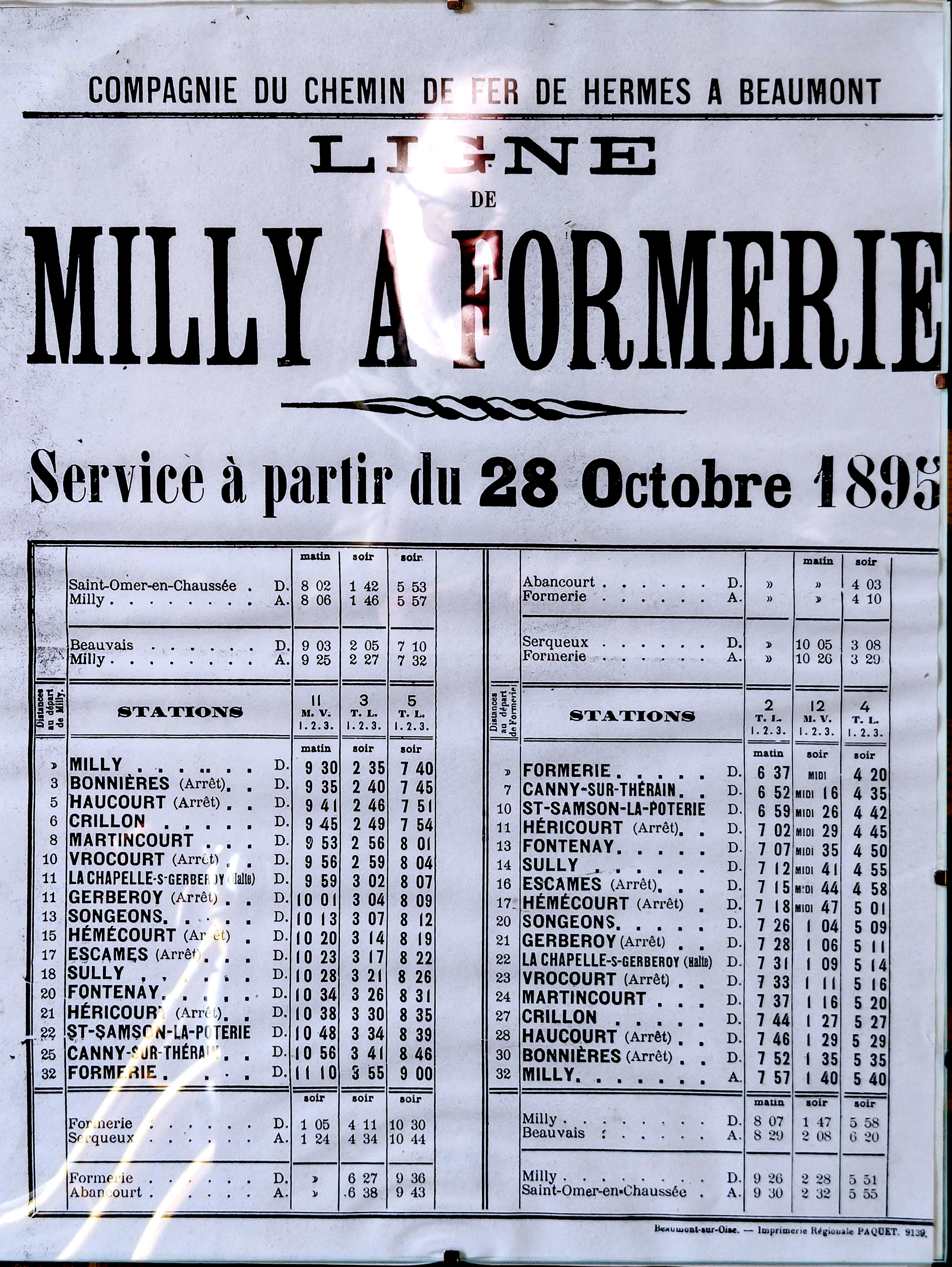
Horaires de 1895
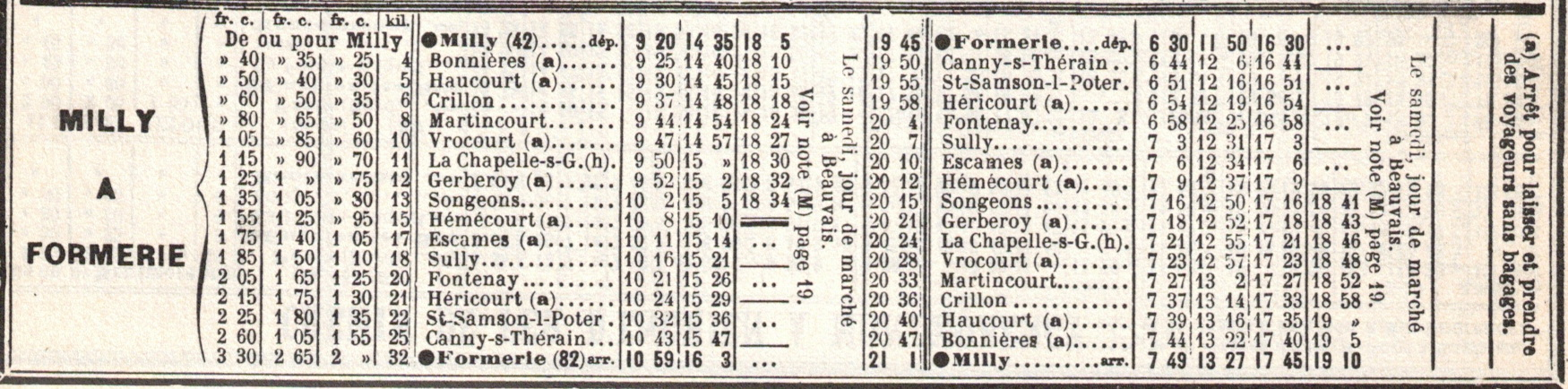
Horaires en mai 1914
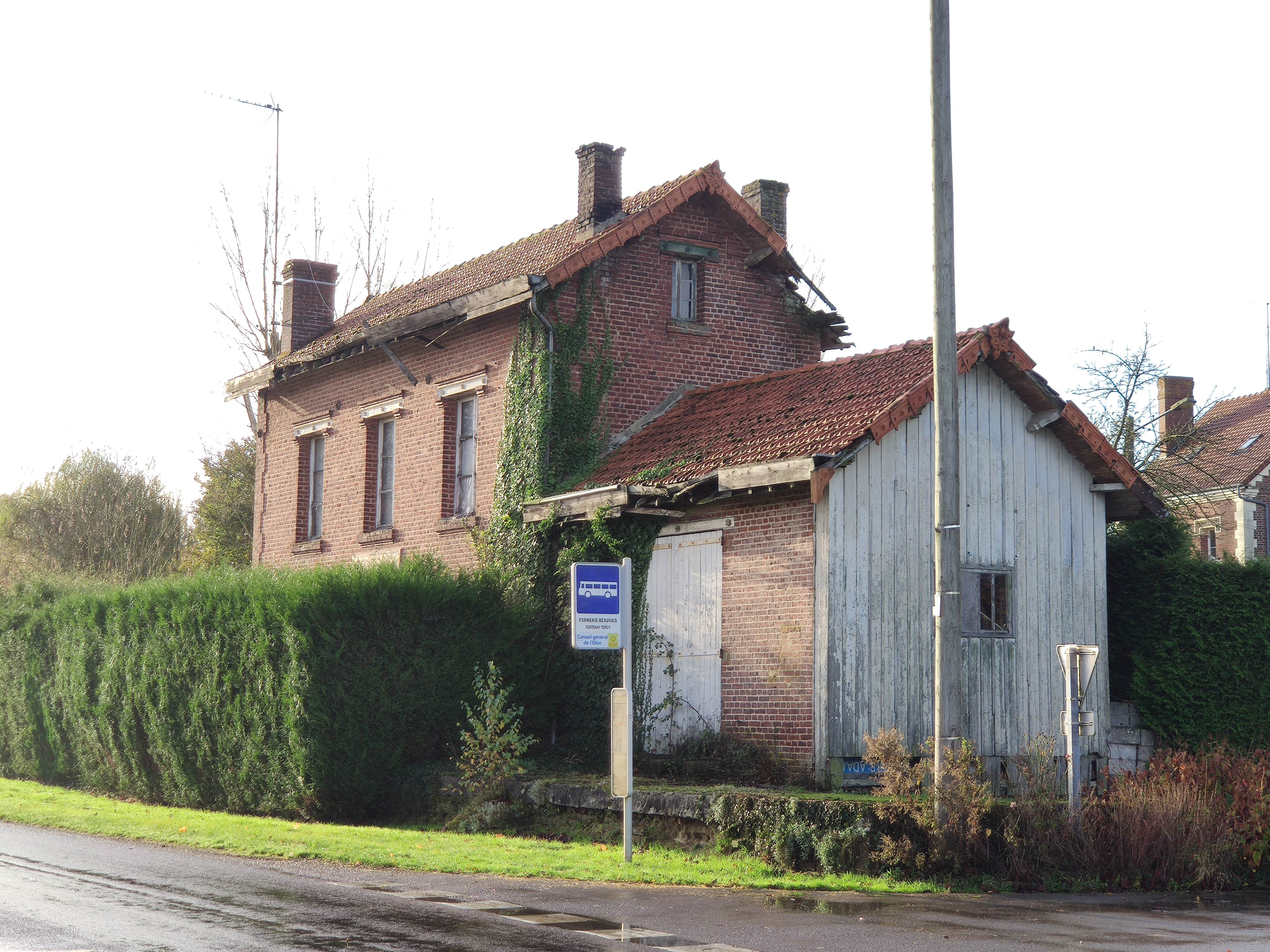
L'ancienne gare en 2021, transformée en habitation, et l'arrêt d'autocars.

En 1836, Louis Graves indiquait que la commune disposait d'une école. « On fabrique des lunettes et de la miroiterie à Fontenay. Il y a an moulin à eau à Cleutin, une carrière à Torcy. La vallée et le hameau de Torcy produisent beaucoup de beurre ».

## Politique et administration

### Rattachements administratifs et électoraux

#### Rattachements administratifs
La commune se trouve  dans l'arrondissement de Beauvais du département de l'Oise.
Elle faisait partie depuis 1802 du canton de Songeons . Dans le cadre du redécoupage cantonal de 2014 en France, cette circonscription administrative territoriale a disparu, et le canton n'est plus qu'une circonscription électorale.

#### Rattachements électoraux
Pour les élections départementales, la commune fait partie depuis 2014 du canton de Grandvilliers
Pour l'élection des députés, elle fait partie de la première circonscription de l'Oise.

### Intercommunalité
Fontenay-Torcy est membre de la communauté de communes de la Picardie verte, un établissement public de coopération intercommunale (EPCI) à fiscalité propre créé en 1996et auquel la commune a transféré un certain nombre de ses compétences, dans les conditions déterminées par le code général des collectivités territoriales.

### Liste des maires
| Période                                  | Période                    | Identité          | Étiquette | Qualité                                                     |
| ---------------------------------------- | -------------------------- | ----------------- | --------- | ----------------------------------------------------------- |
|                                          |                            | Henri Lesoubre    |           |                                                             |
|                                          |                            | Théophile Bertaux |           |                                                             |
|                                          |                            | Roger Lesobre     |           |                                                             |
| Les données manquantes sont à compléter. |                            |                   |           |                                                             |
| mars 2001                                | 2008                       | Daniel Anthierens |           |                                                             |
| mars 2008                                | En cours (au 18 juin 2020) | Alain Bouteleux   |           | Chef d'entreprise / artisan Réélu pour le mandat 2020-2026, |

Plaques commémoratives citant d'anciens maires
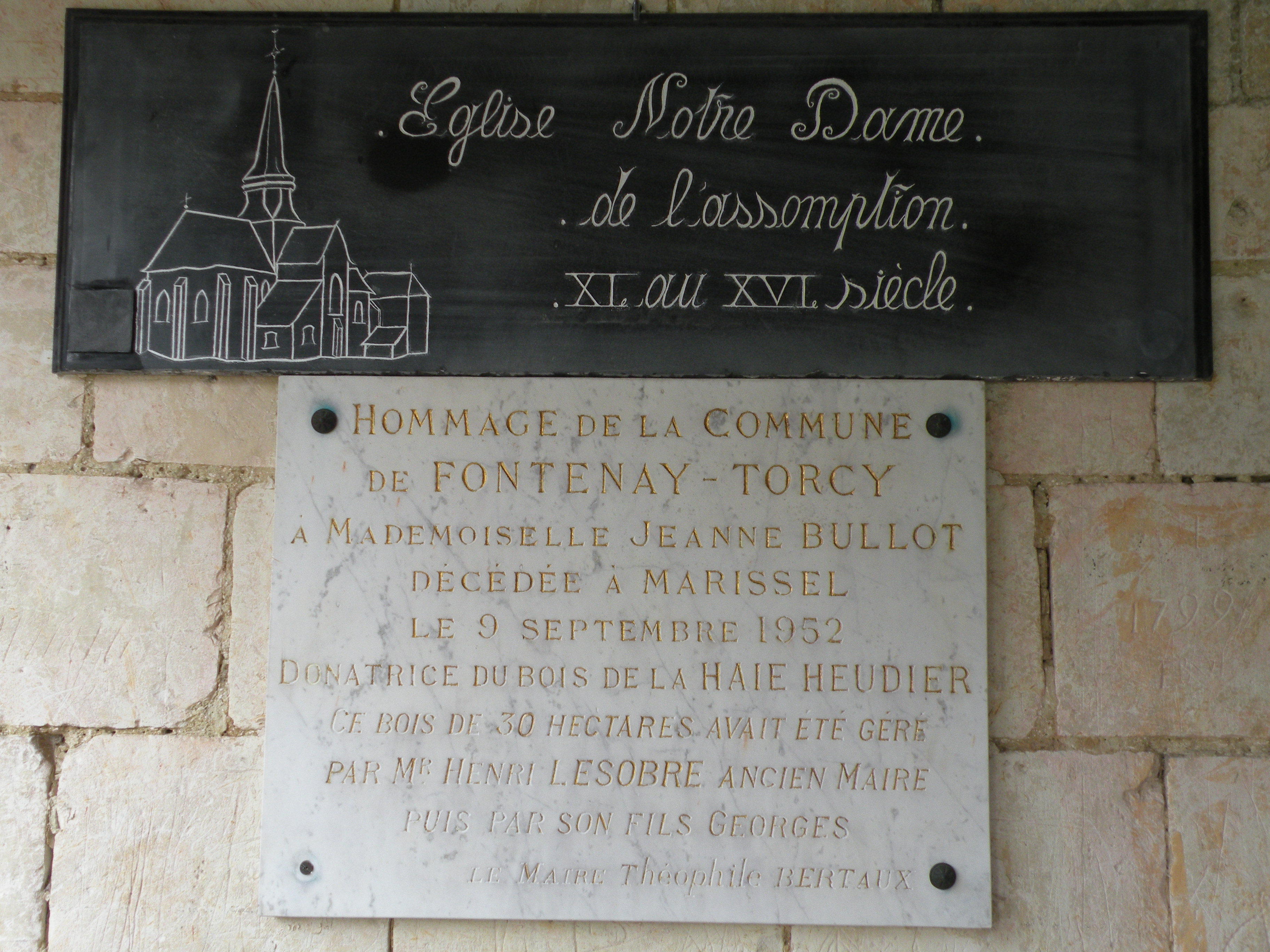
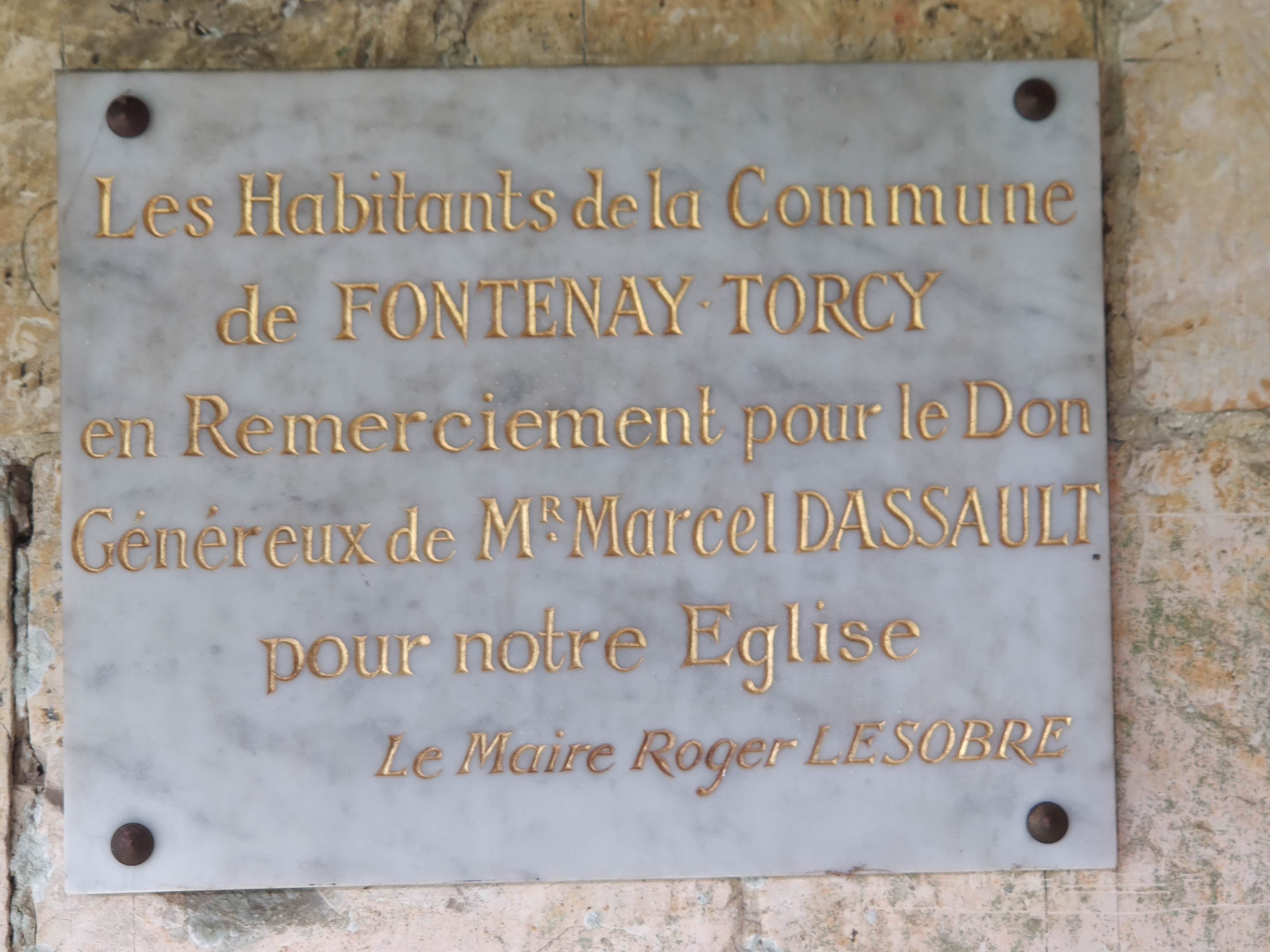

## Équipements et services publics

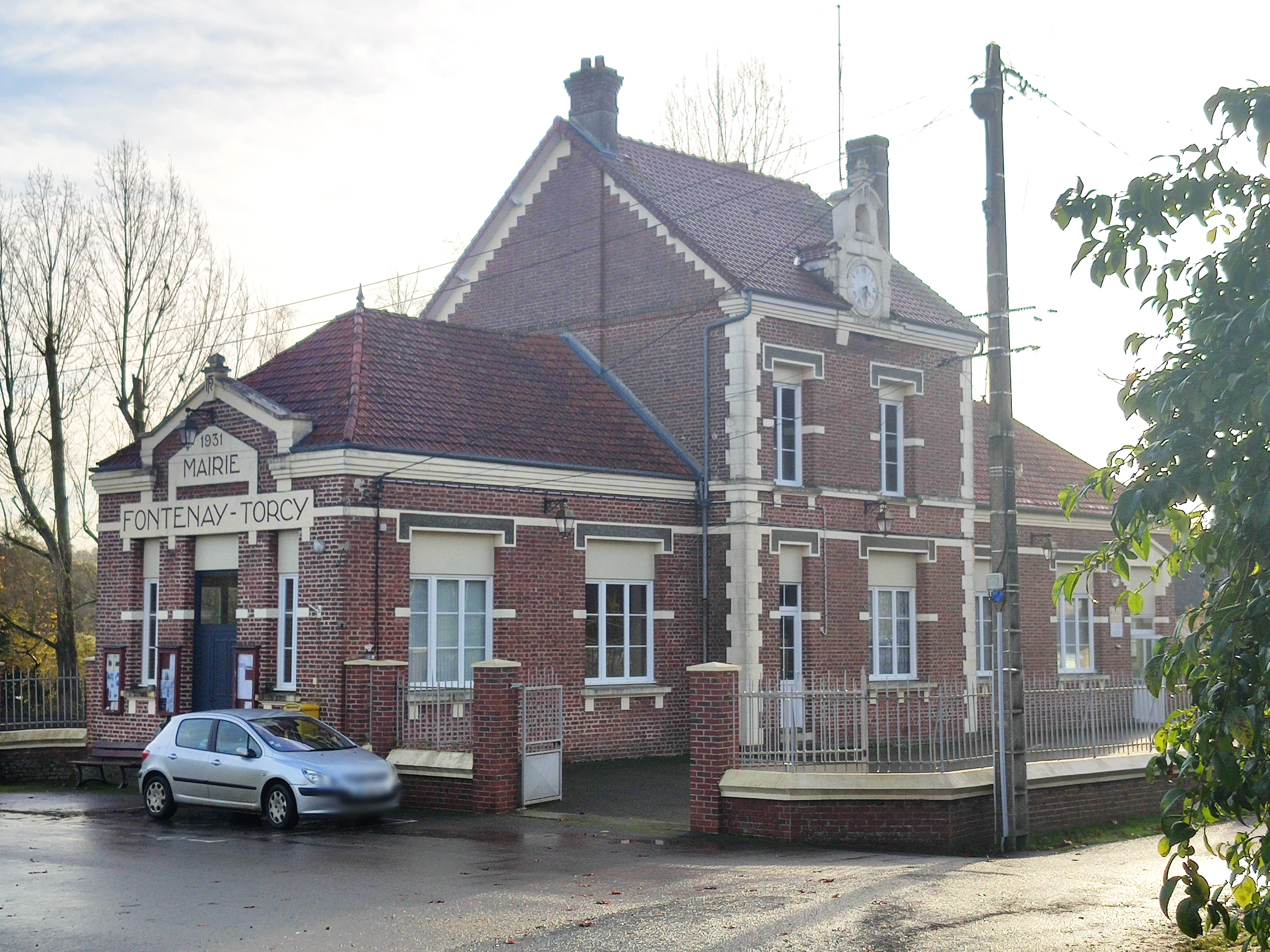
La mairie-école.

Les enfants de la commune étaient scolarisés au sein d'un regroupement pédagogique intercommunal organisé depuis 1975 avec les villages de Bazancourt, Hécourt, Saint-Quentin-des-Prés, Sully et Villers-Vermont; Fontenay-Torcy a rejoint celui de  de Songeons en 2018, afin de mieux satisfaire les besoins des familles du village qui travaillent vers Beauvais et Songeons.

## Population et société

### Démographie

#### Évolution démographique
L'évolution du nombre d'habitants est connue à travers les recensements de la population effectués dans la commune depuis 1793. Pour les communes de moins de 10 000 habitants, une enquête de recensement portant sur toute la population est réalisée tous les cinq ans, les populations de référence des années intermédiaires étant quant à elles estimées par interpolation ou extrapolation. Pour la commune, le premier recensement exhaustif entrant dans le cadre du nouveau dispositif a été réalisé en 2005.

En 2022, la commune comptait 144 habitants, en évolution de +16,13 % par rapport à 2016 (Oise : +0,87 %, France hors Mayotte : +2,11 %).
| 1793 | 1800 | 1806 | 1821 | 1831 | 1836 | 1841 | 1846 | 1851 |
| ---- | ---- | ---- | ---- | ---- | ---- | ---- | ---- | ---- |
| 312  | 330  | 368  | 369  | 357  | 348  | 326  | 317  | 317  |

| 1856 | 1861 | 1866 | 1872 | 1876 | 1881 | 1886 | 1891 | 1896 |
| ---- | ---- | ---- | ---- | ---- | ---- | ---- | ---- | ---- |
| 291  | 272  | 291  | 252  | 261  | 254  | 245  | 258  | 216  |

| 1901 | 1906 | 1911 | 1921 | 1926 | 1931 | 1936 | 1946 | 1954 |
| ---- | ---- | ---- | ---- | ---- | ---- | ---- | ---- | ---- |
| 201  | 193  | 186  | 182  | 190  | 170  | 181  | 173  | 168  |

| 1962 | 1968 | 1975 | 1982 | 1990 | 1999 | 2005 | 2006 | 2010 |
| ---- | ---- | ---- | ---- | ---- | ---- | ---- | ---- | ---- |
| 141  | 124  | 108  | 106  | 110  | 104  | 117  | 119  | 131  |

| 2015 | 2020 | 2022 | - | - | - | - | - | - |
| ---- | ---- | ---- | - | - | - | - | - | - |
| 125  | 146  | 144  | - | - | - | - | - | - |

#### Pyramide des âges
En 2018, le taux de personnes d'un âge inférieur à 30 ans s'élève à 26,7 %, soit en dessous de la moyenne départementale (37,3 %). À l'inverse, le taux de personnes d'âge supérieur à 60 ans est de 28,7 % la même année, alors qu'il est de 22,8 % au niveau départemental.
En 2018, la commune comptait 65 hommes pour 66 femmes, soit un taux de 50,38 % de femmes, légèrement inférieur au taux départemental (51,11 %).
Les pyramides des âges de la commune et du département s'établissent comme suit.
| Hommes | Classe d’âge | Femmes |
| ------ | ------------ | ------ |
| 0,0    | 90 ou +      | 1,4    |
| 4,2    | 75-89 ans    | 8,1    |
| 20,8   | 60-74 ans    | 23,0   |
| 23,6   | 45-59 ans    | 21,6   |
| 23,6   | 30-44 ans    | 20,3   |
| 9,7    | 15-29 ans    | 6,8    |
| 18,1   | 0-14 ans     | 18,9   |

| Hommes | Classe d’âge | Femmes |
| ------ | ------------ | ------ |
| 0,5    | 90 ou +      | 1,4    |
| 5,5    | 75-89 ans    | 7,6    |
| 15,6   | 60-74 ans    | 16,3   |
| 20,8   | 45-59 ans    | 20     |
| 19,4   | 30-44 ans    | 19,4   |
| 17,6   | 15-29 ans    | 16,2   |
| 20,6   | 0-14 ans     | 19,1   |

### Manifestations culturelles et festivités
Une exposition de crèches de Noël du monde entier est organisée dans l'église en décembre. La cinquième édition de cette manifestation a eu lieu du 13 au 15 décembre 2019.
Des concerts sont organisés par l'association Culture et patrimoine dans l'église.

## Culture locale et patrimoine

### Lieux et monuments
Trois sites sont classés monuments historiques : 
- le moulin de Cleutin de 1742, 1 rue du Moulin de Cleutin, moulin à farine  sur le Thérain, de la première moitié du XVIIIe siècle, aménagé en musée[36]. Il est visitable sur réservation[37],[38]

L'écomusée du Moulin Cleutin
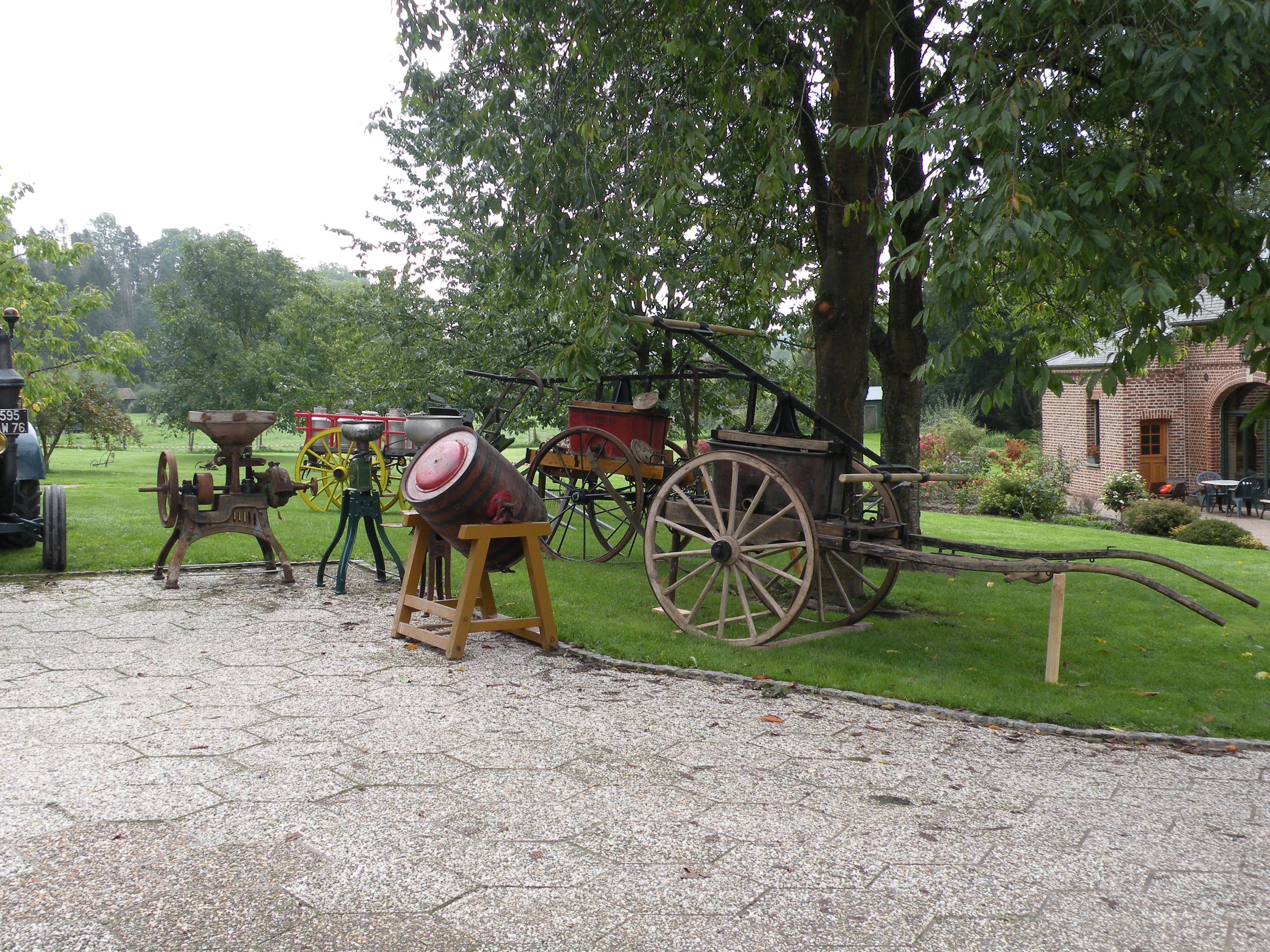
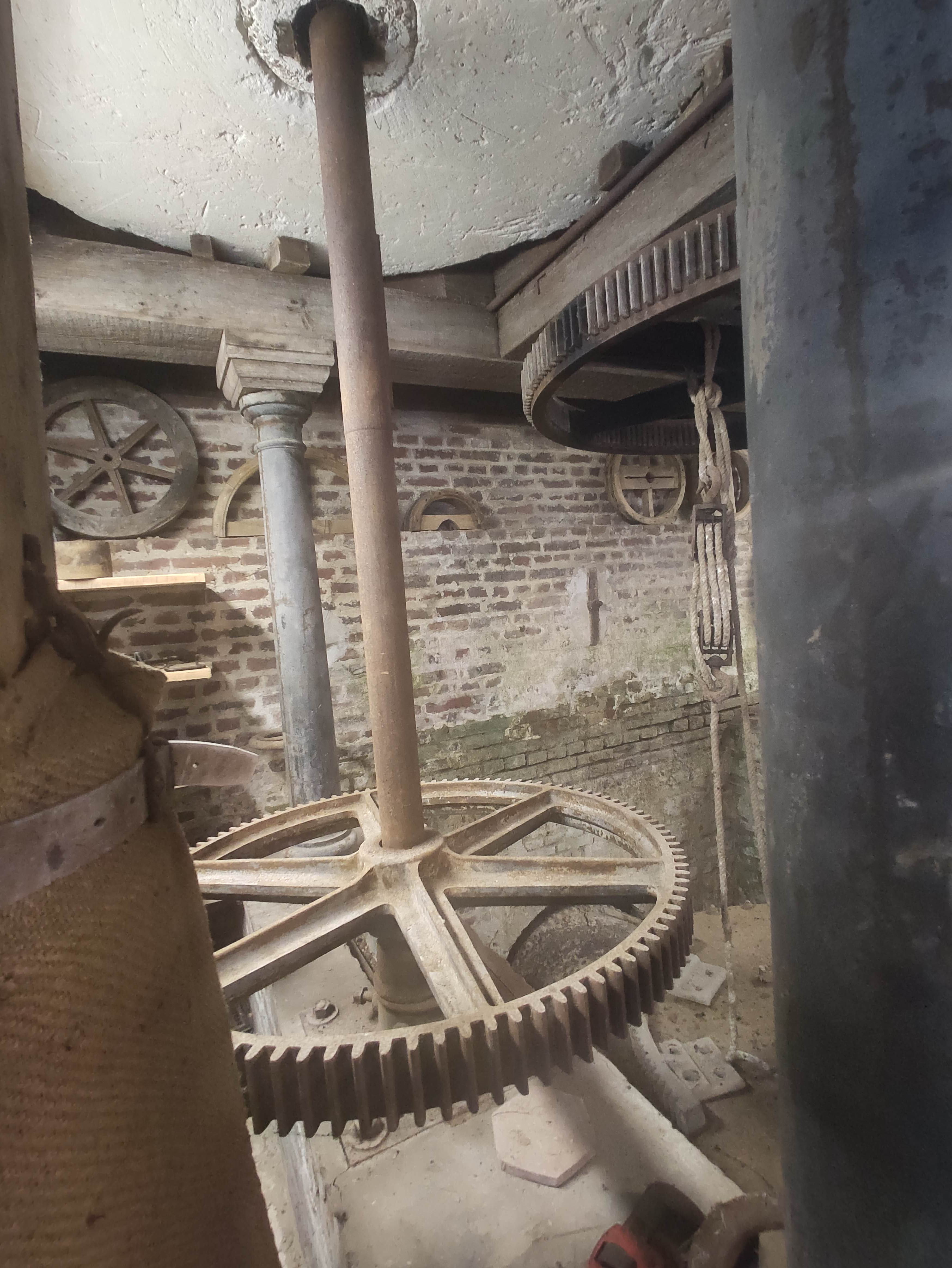
Le meule vue du dessous
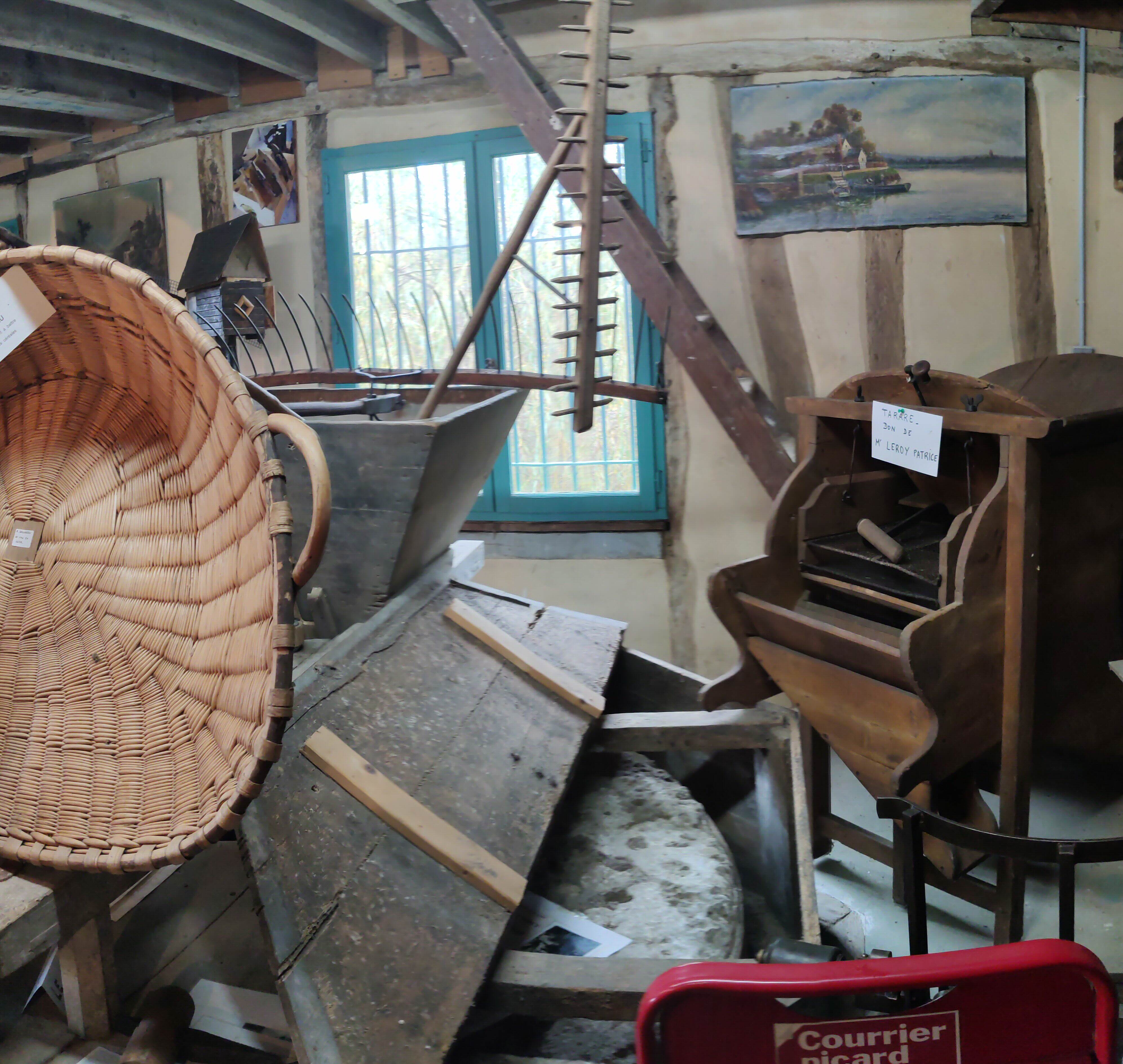
La meule et le dispositif d'alimentation en blé
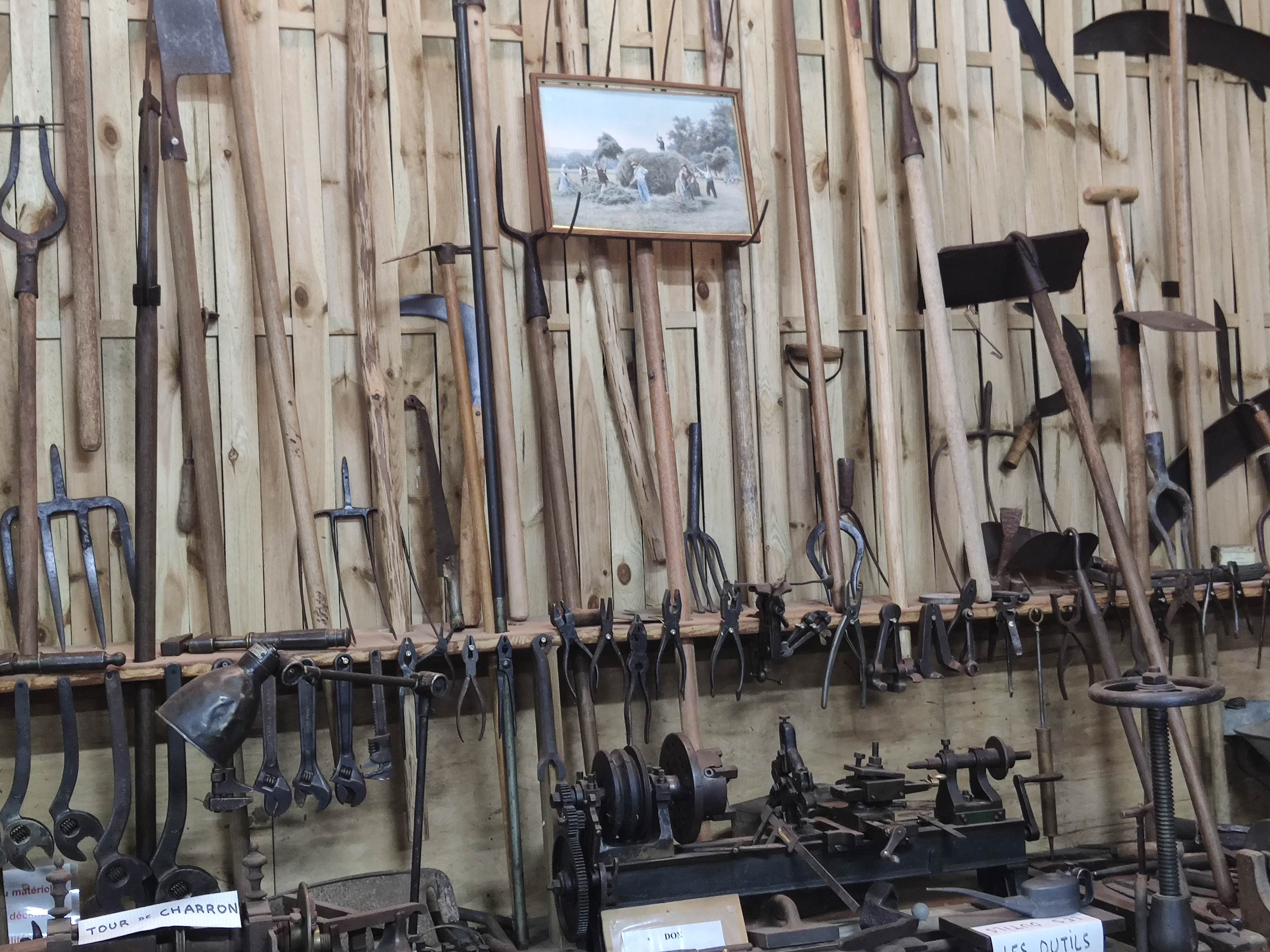
Collection d'outils à manches
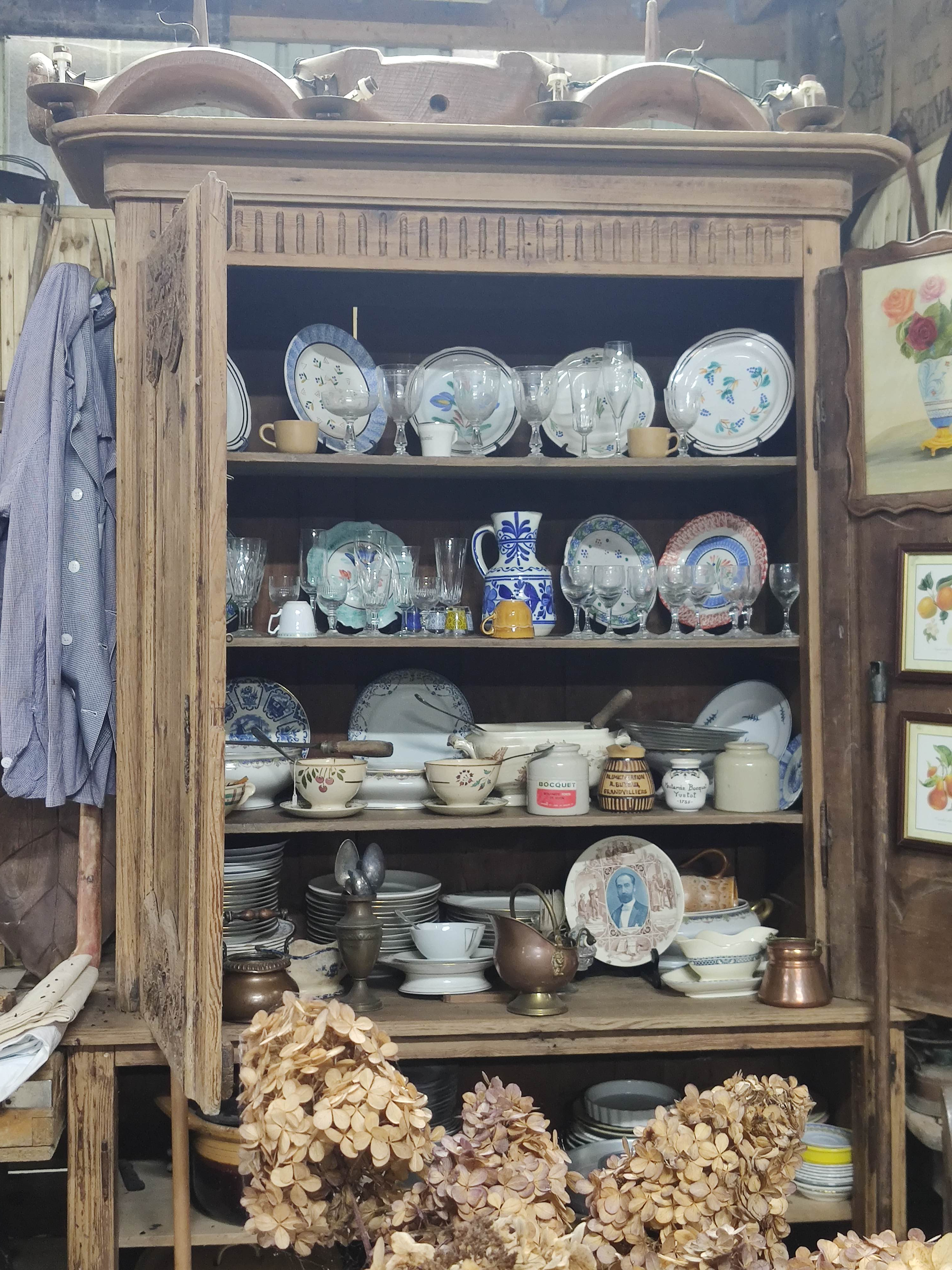
Vaisselier garni
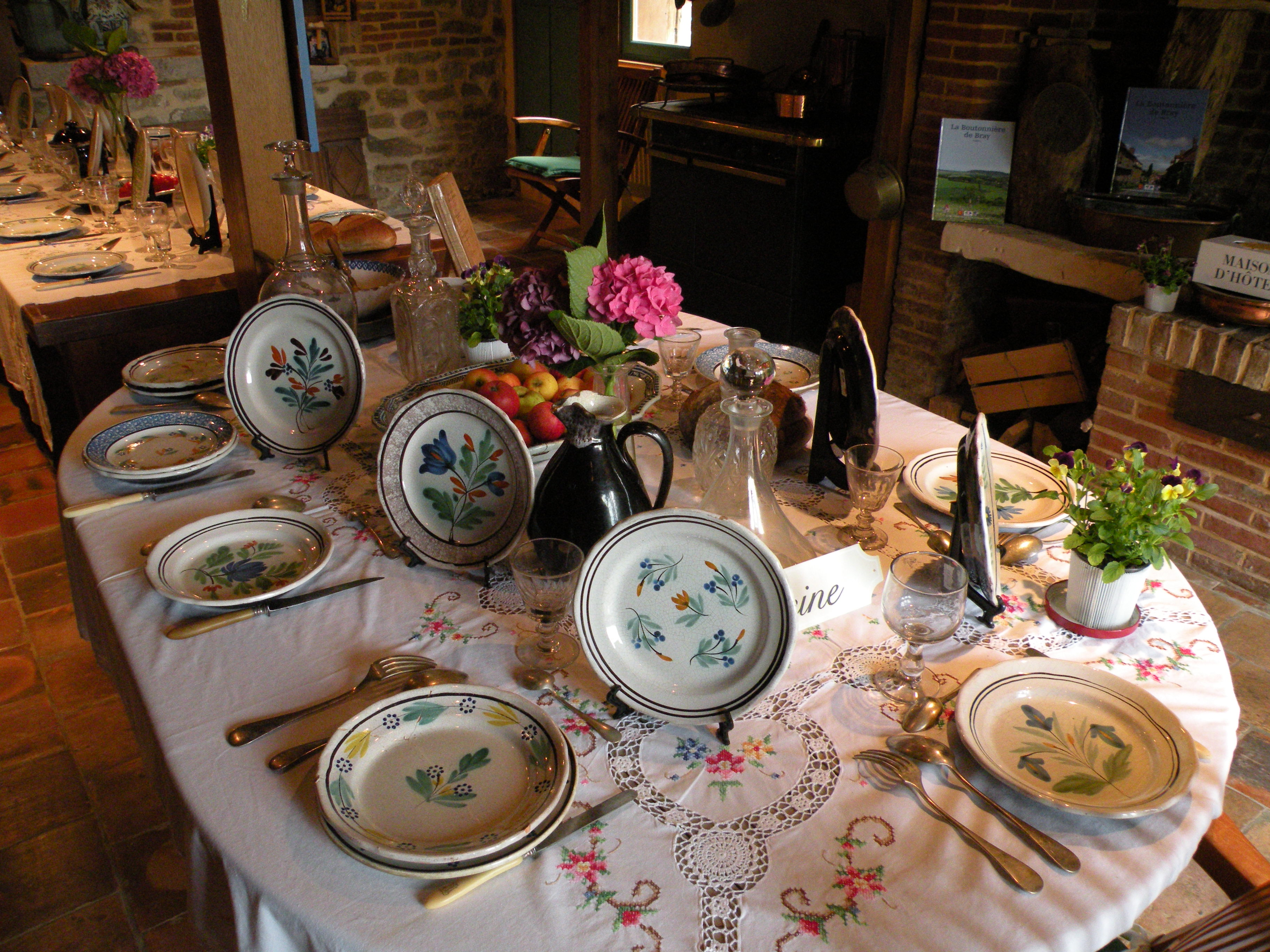
Table de fête
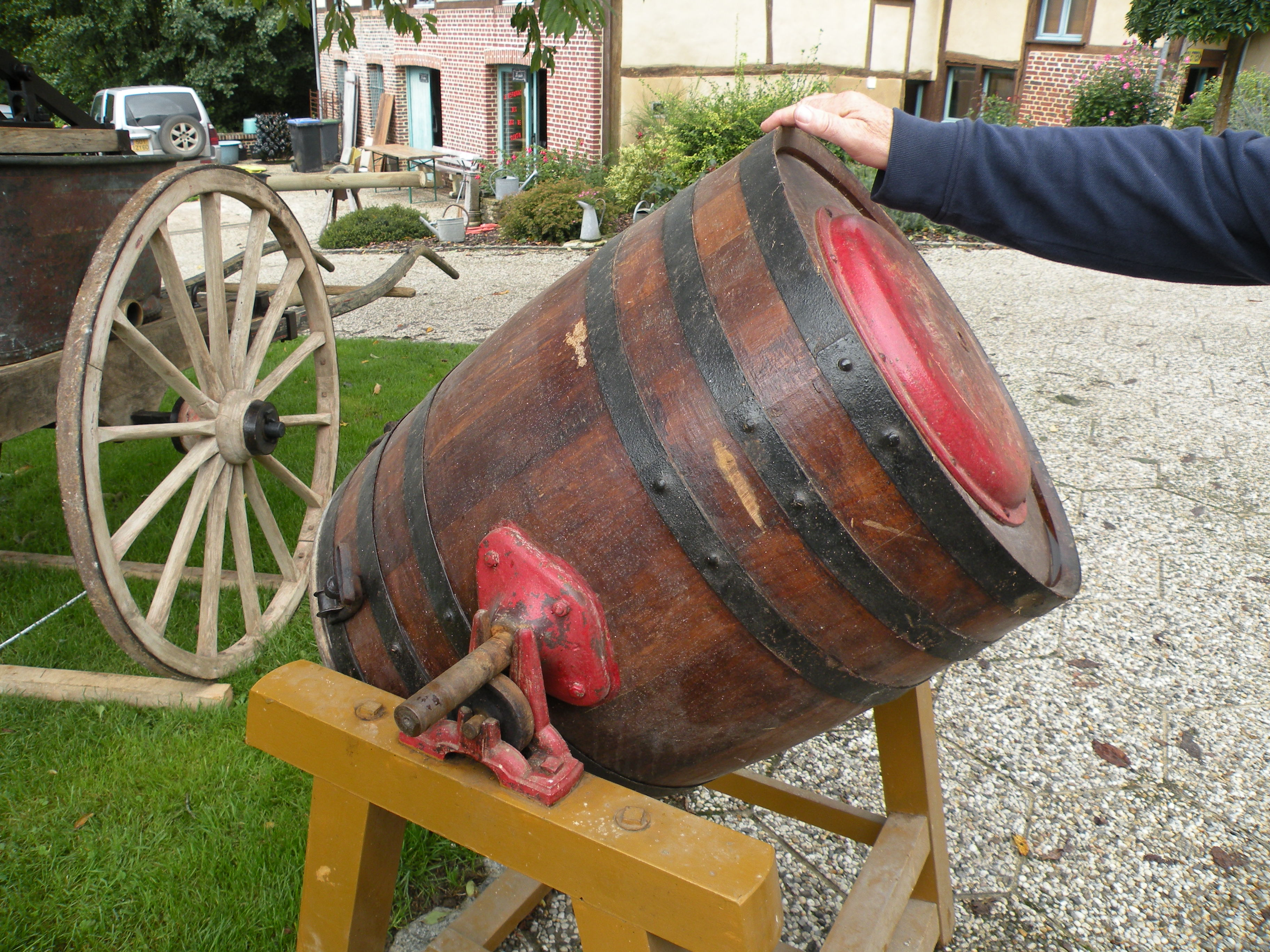
Baratte rotative
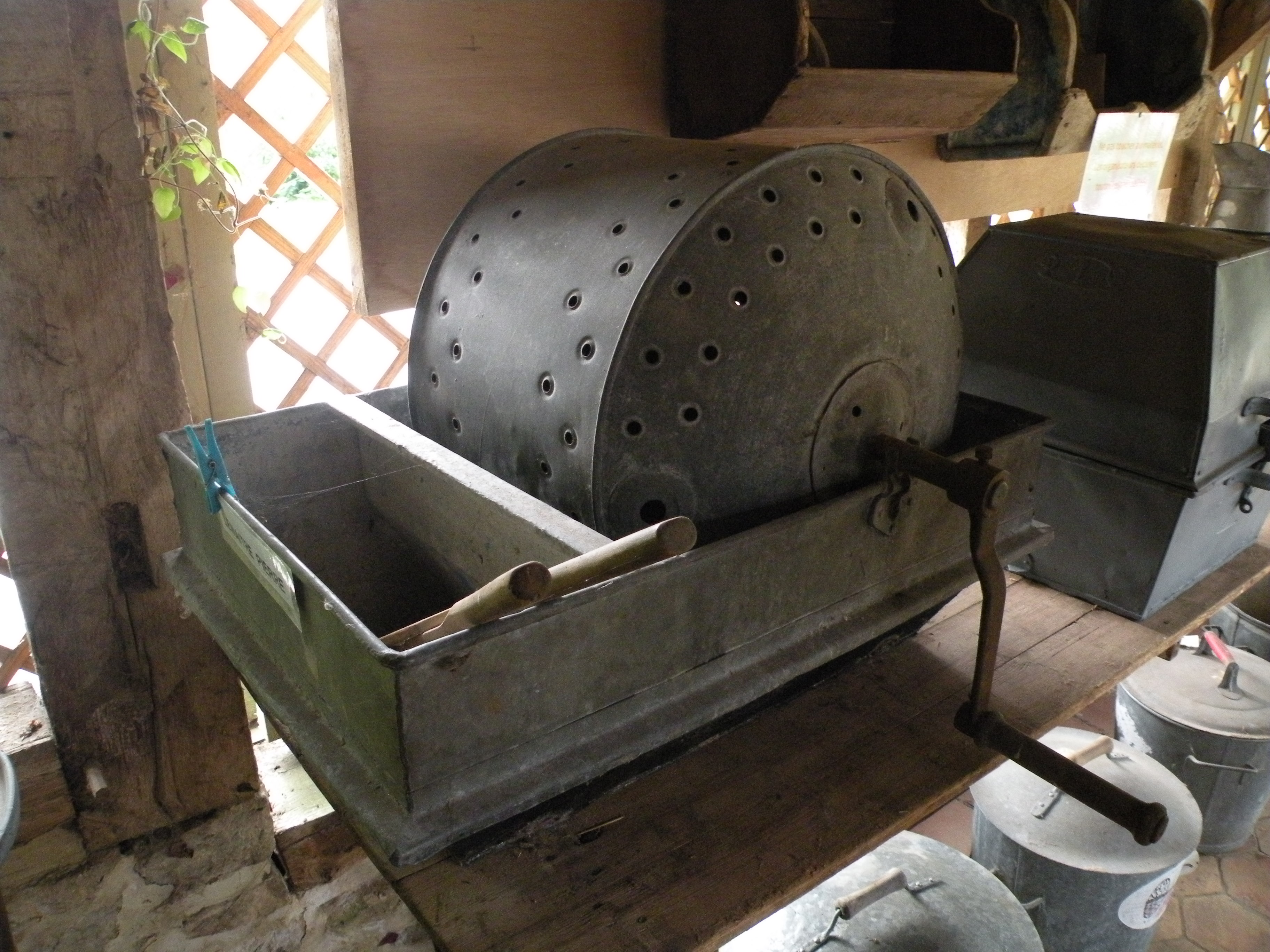
Machine à laver le linge

- l'église Église Notre-Dame de Fontenay-Torcy|Notre-Dame de Fontenay-Torcy, réalisée en plusieurs campagnes de construction entre les XIe et XVIe siècles[39], avec son épi de faîtage du XVIe siècle, représentant un chardon[40], les vantaux de la porte sous le porche, datant d'environ 1520[41], ainsi que ses fonts baptismaux du XIIIe siècle composés d'un support circulaire, reposant sur une base octogonale de faible hauteur et couronnée d'un tore en amande, et d'une cuve octogonale, légèrement renflée[42]. « La façade ouest est dotée d'un ensemble associant portail et fenêtre qui, malgré les injures du temps, reste remarquable par la finesse de son décor sculpté », et il faut remarquer la charpente visible de la nef « d'un intérêt tout à fait exceptionnel en raison de la qualité du décor sculpté des jambettes et blochets qui subsistent, étonnante galerie de portraits de personnages ou de figures fantastiques »[43]

L'église Notre-Dame
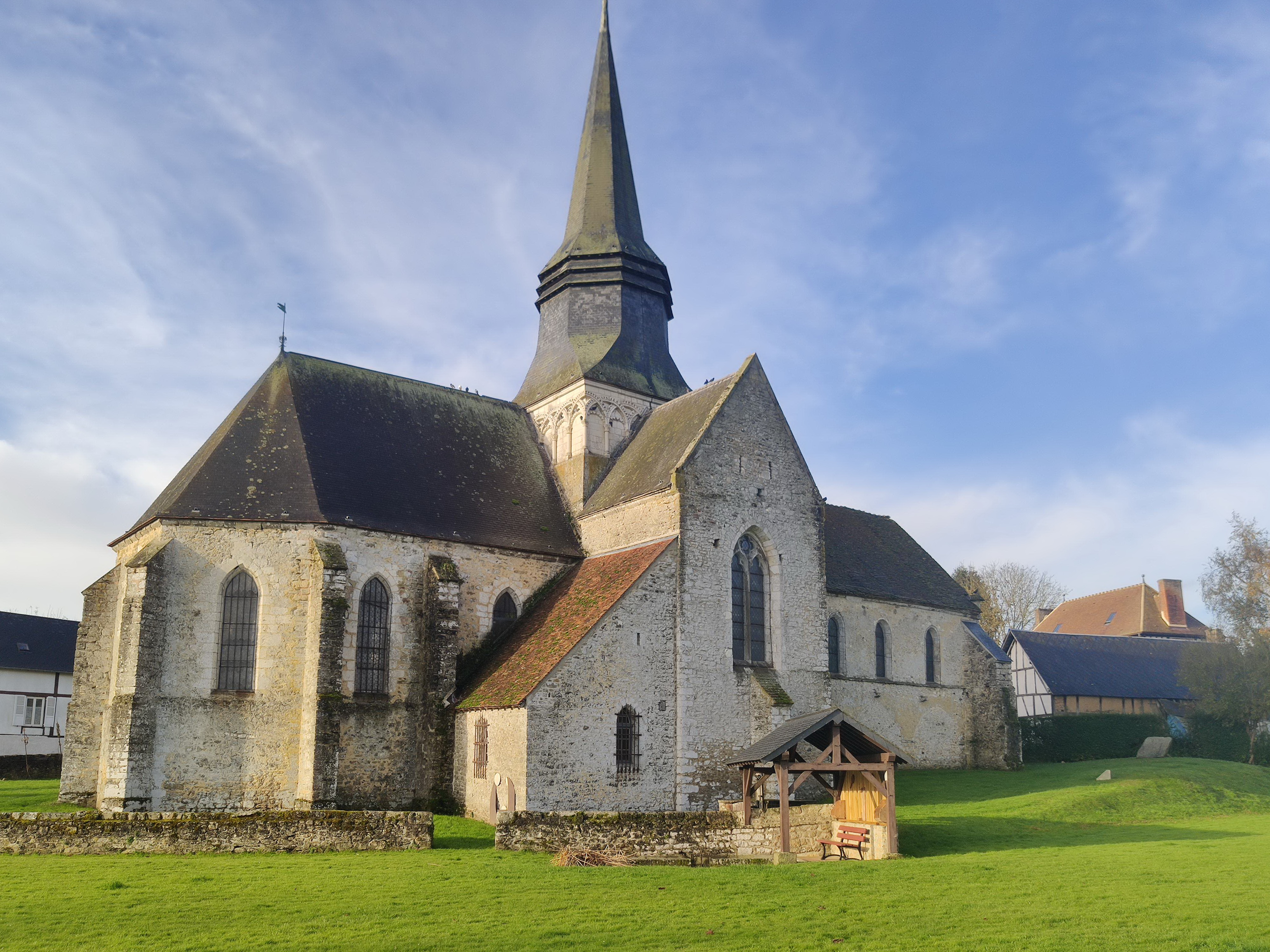
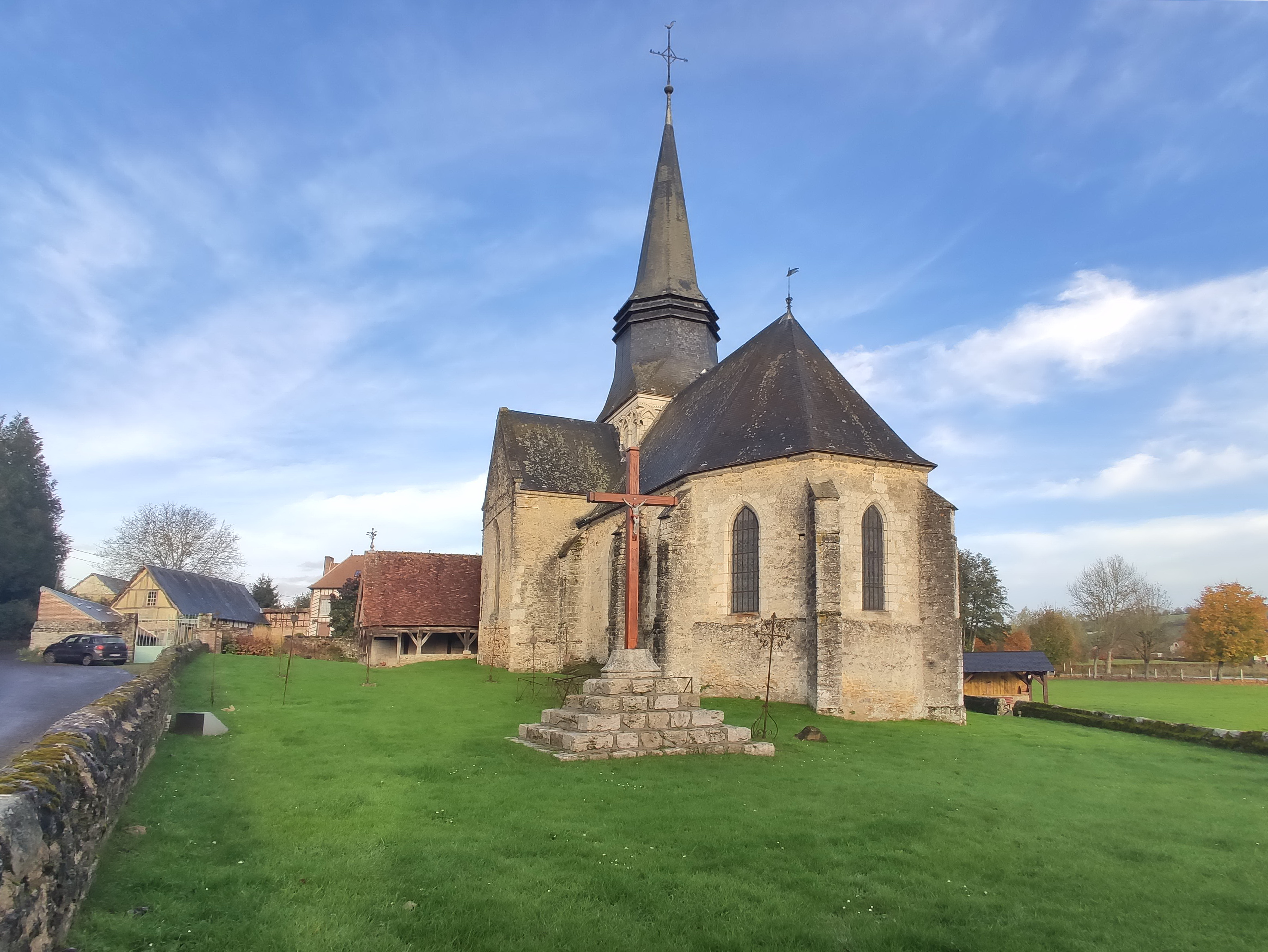
Chevet de l'église, calvaire et ancien cimetière.
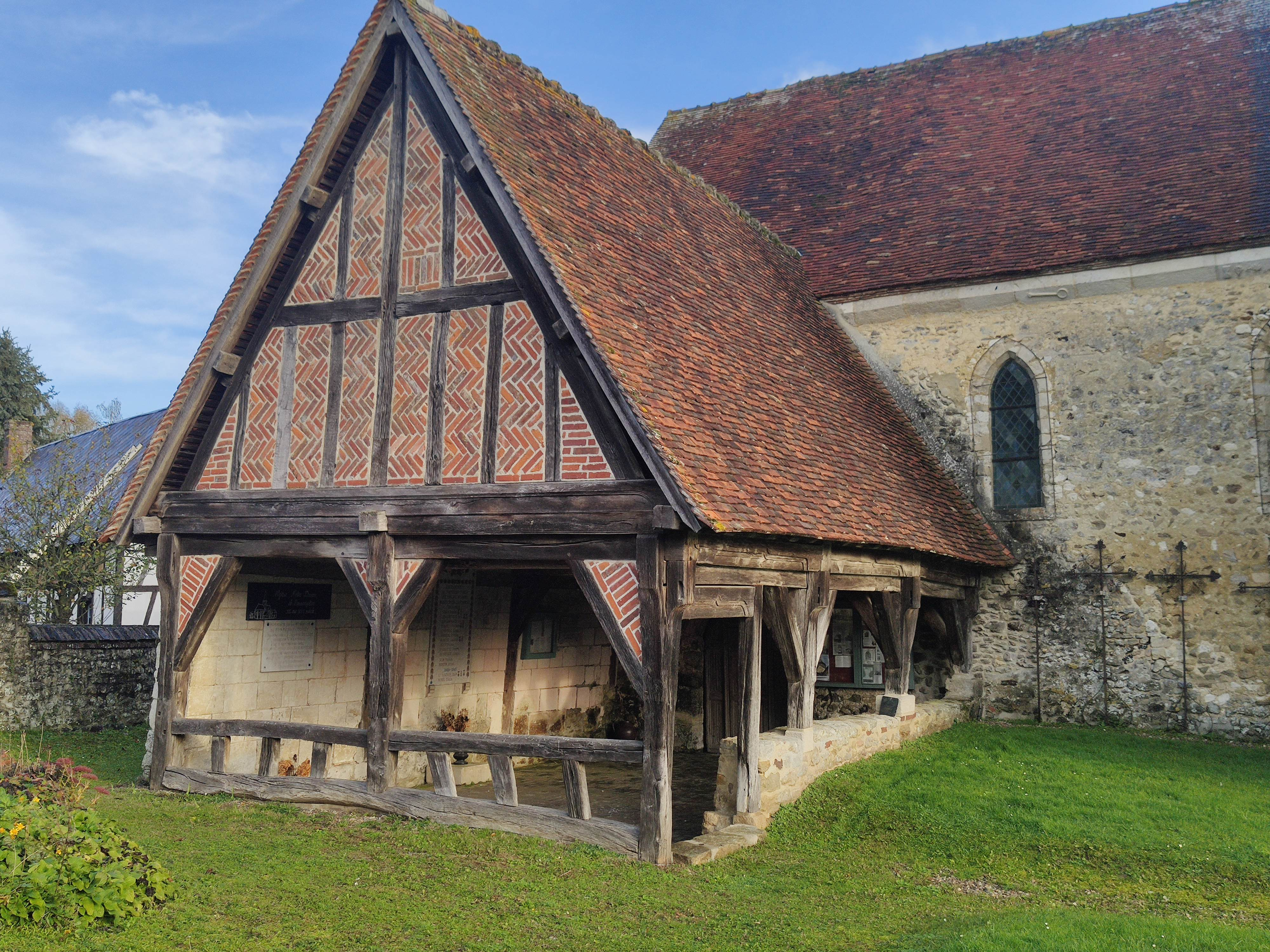
Le porche d'entrée
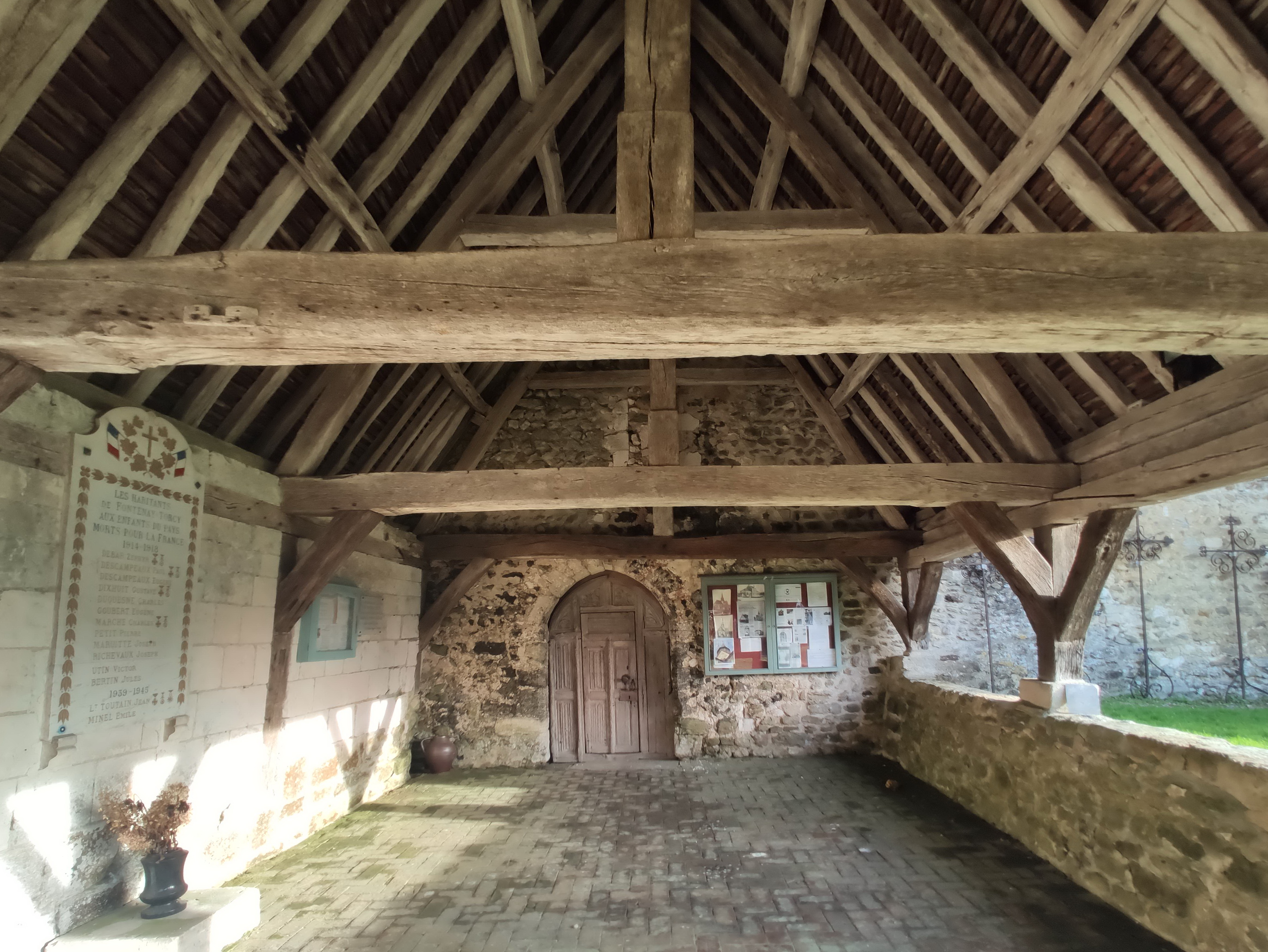
Intérieur du porche
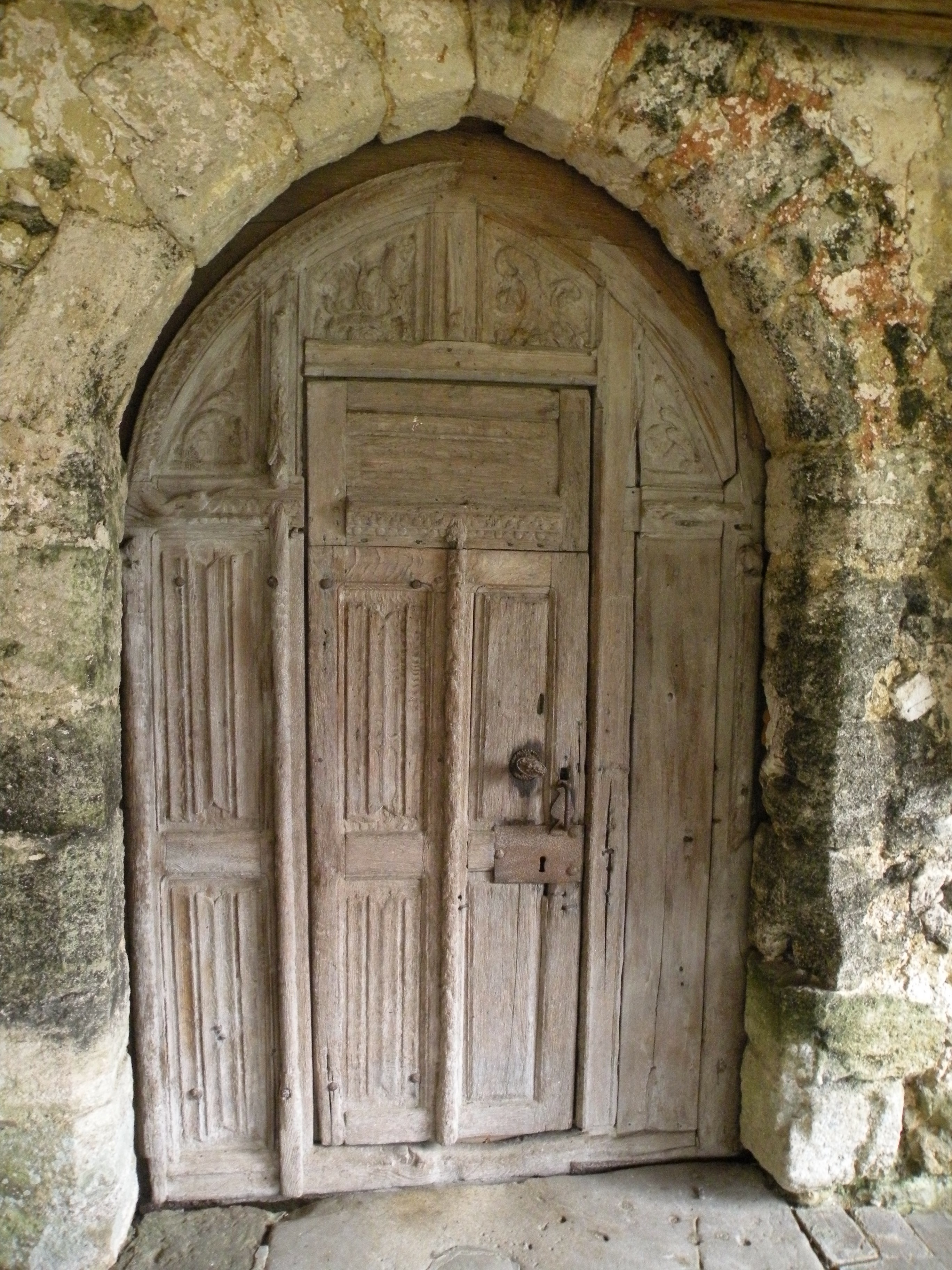
Portail de l'église.
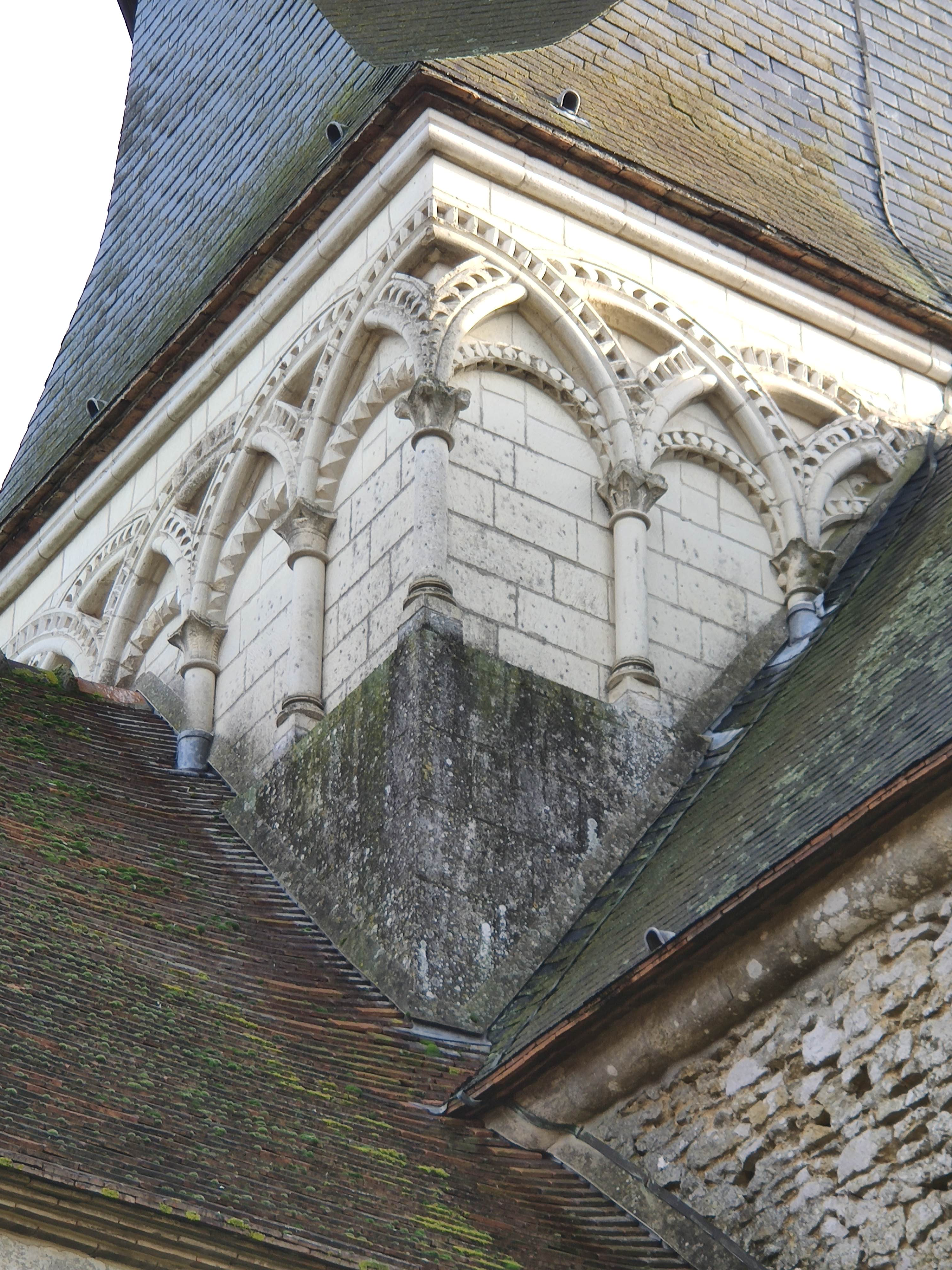
Arcatures romanes du clocher
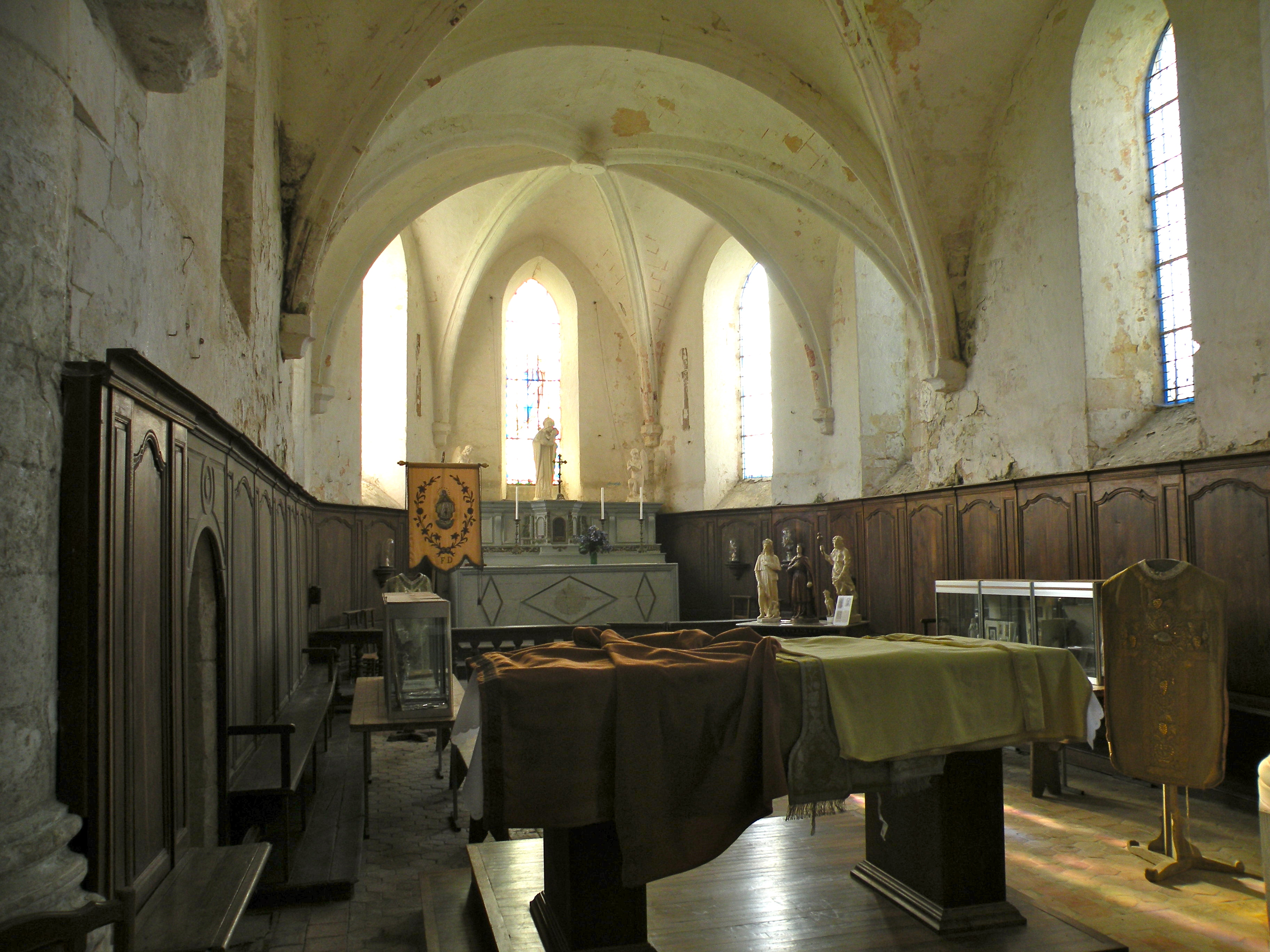
Le chœur.
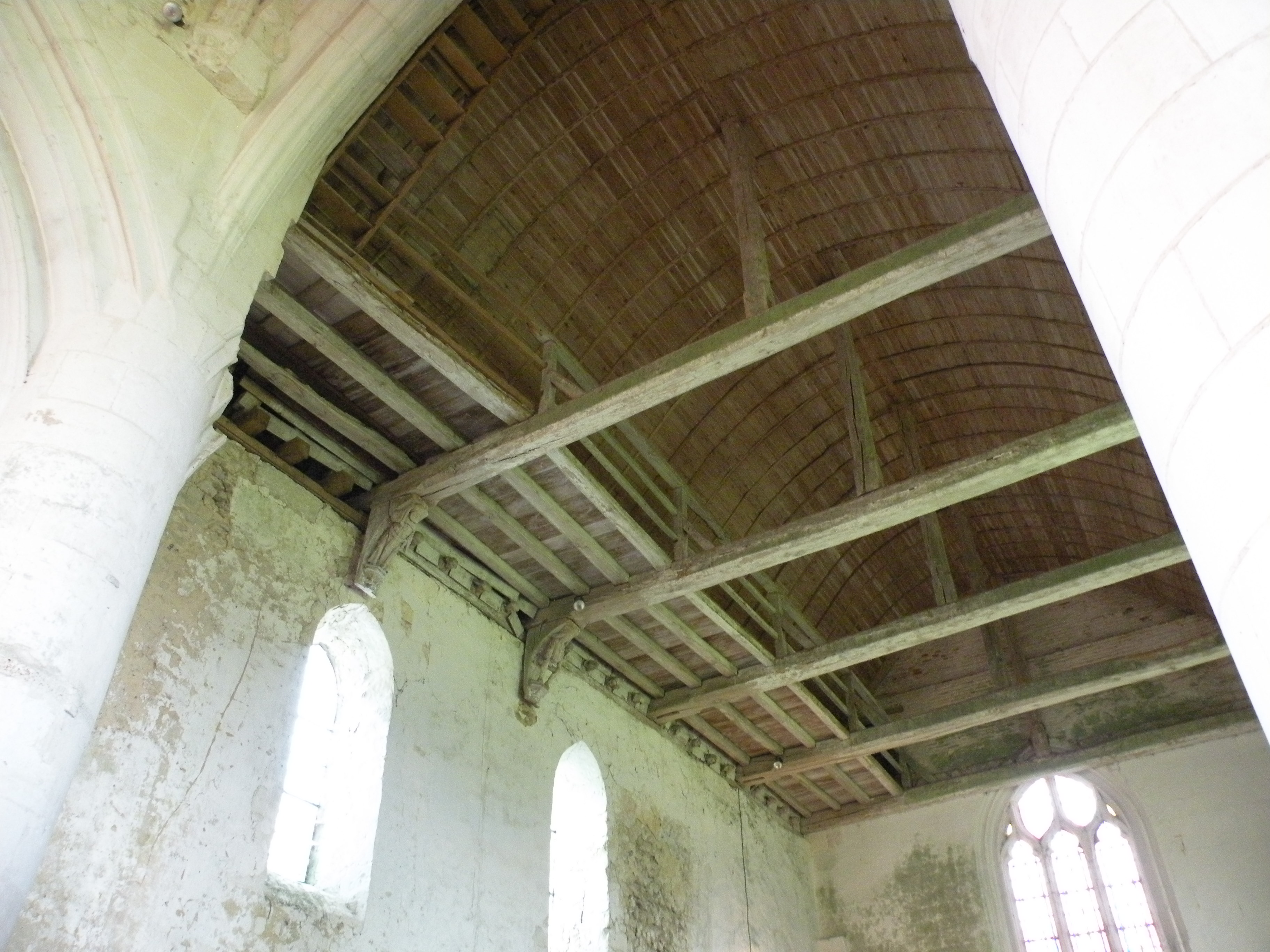
Charpente de l'église et ses blochets ornés.
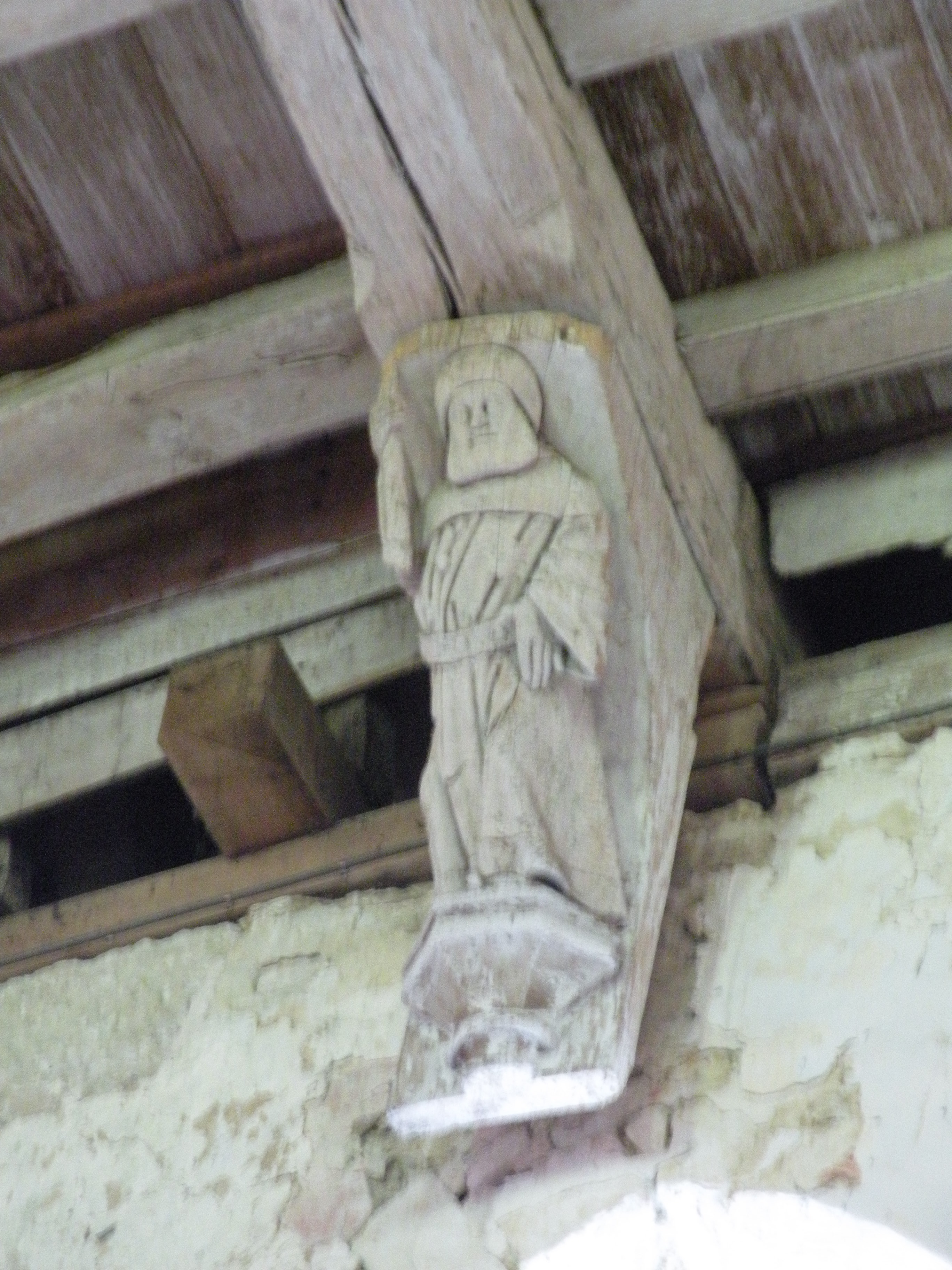
L'un des blochets.

- le cimetière de Fontenay-Torcy, où se trouve douze croix en fer forgé qui entourent l'eglise[44]

On peut également signaler :
- La mairie-école dont le fronton est datée de 1931;
- Le lavoir communal, sur le côté de l'église

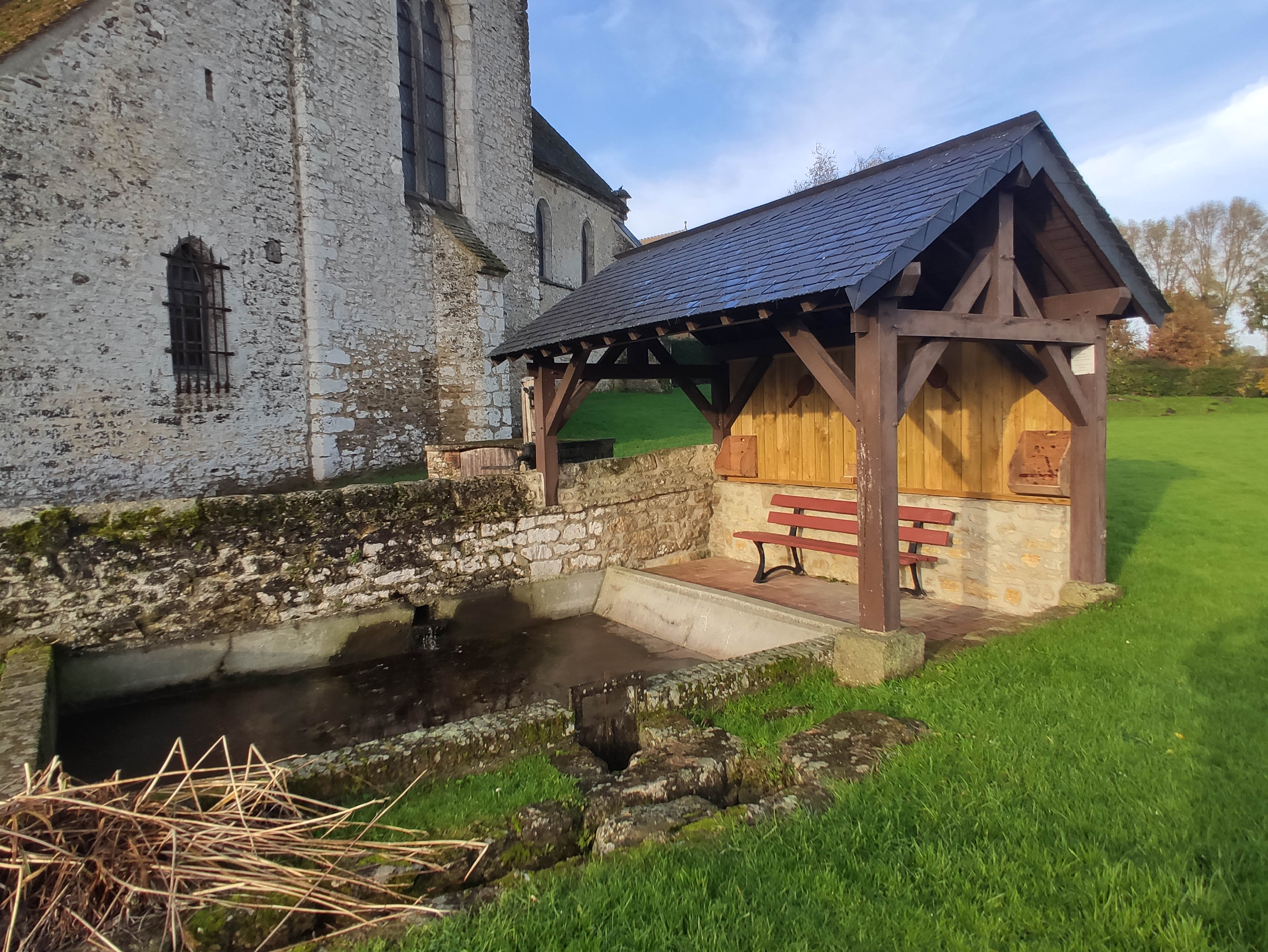
Le lavoir
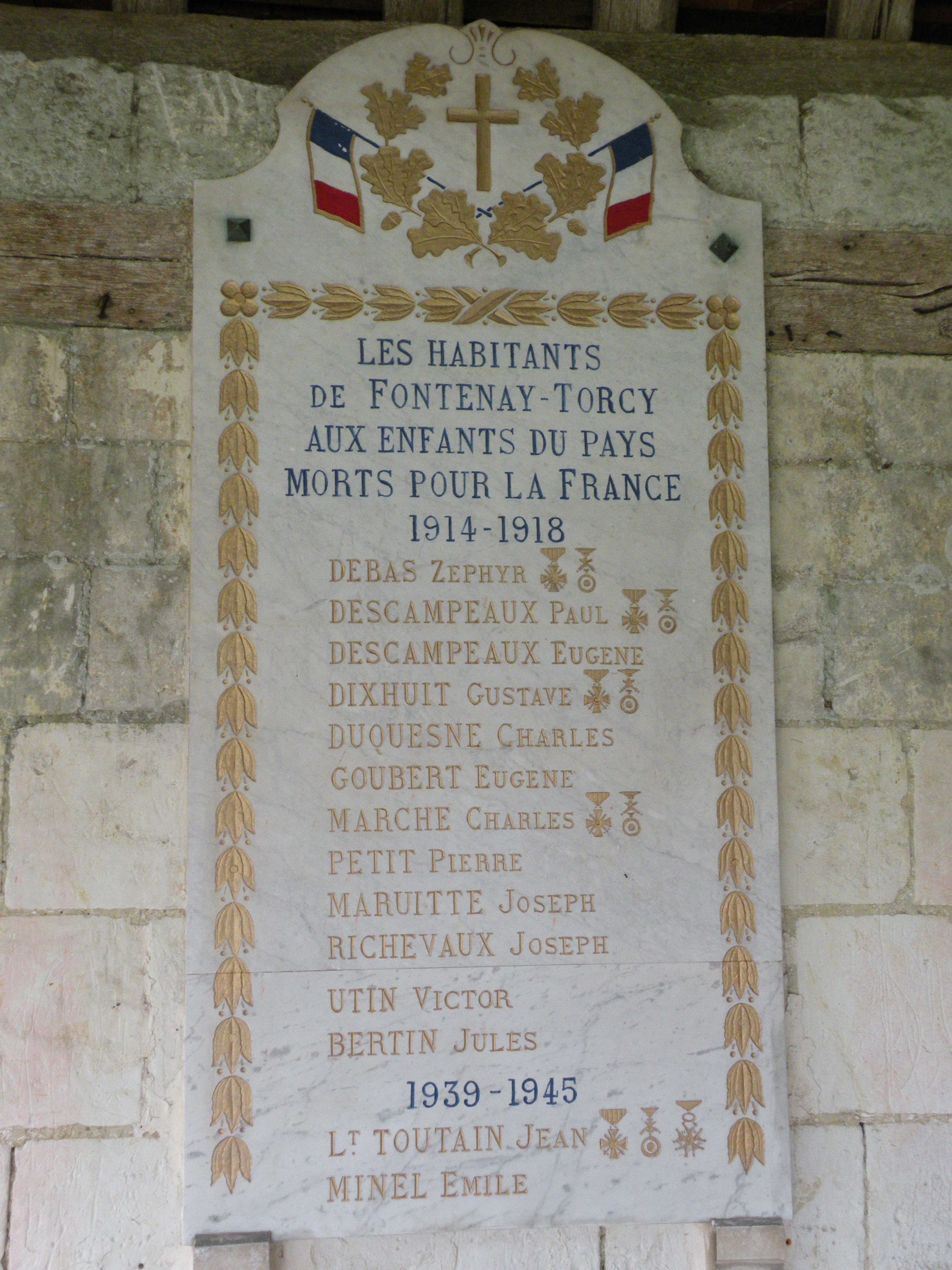
Monument aux morts de la commune, sous le porche de l'église.

### Personnalités liées à la commune
- Georges Toutain, ingénieur agronome (1933-2021)